# Архитектура Екатеринбурга

Вид на набережную в центре Екатеринбурга

Архитектура Екатеринбурга — комплекс исторически сложившейся застройки и планировки, совокупность зданий, сооружений и архитектурных стилей города Екатеринбурга.

## 1723—1860. Город-завод
1723—1770. Екатеринбургская крепость

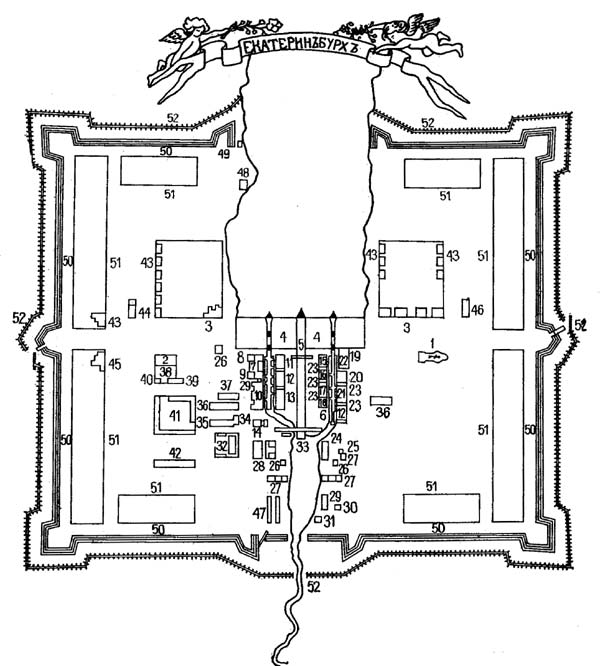
План Екатеринбурга 1729 года

Освоение территории Западного Урала началось в XIV веке с возникновения промышленной добычи соли и разработки месторождений меди. С XVII века началось активное освоение Восточного Урала, связанное со строительством небольших заводов по разработке медных и железных руд, добычей драгоценных и поделочных камней. Характерным явлением в тот период стало строительство крепостей-острогов — опорных оборонительных пунктов. Так возникли Чердынь, Кунгур, Туринск, Соликамск, Верхотурье и Ирбит. Особенно значительным было влияние города Тобольска, административного, хозяйственного и церковно-монастырского центра огромной территории Сибири, включавшей в тот момент и многие районы Урала.
Значение Тобольска заметно ослабло с появлением в 1723 году нового центра горнозаводской промышленности — Екатеринбурга. В 1701 году возникли первые уральские центры чёрной металлургии — Каменский и Невьянский заводы. К 1720-м годам на Урале работали уже 12 заводов чёрной металлургии и 6 медеплавильных заводов. Здесь было положено начало крупнейшей металлургической базы России. Интенсивное строительство металлургических заводов привело к возникновению нового вида поселения — города-завода, одним из которых и стал Екатеринбург.
Место для нового Екатеринбургского казённого завода выбрал Василий Татищев, в тот момент начальник сибирских заводов, «посредине всех заводов», на реке Исети, на большой торговой дороге, ведущей с запада на восток. Строительство было начато весной 1723 года под руководством Вильгельма де Геннина и закончено к 7 ноября 1723 года. Завод окружали уже существующие поселения — деревни Уктус, Верхний Уктус и Новая Пышма.

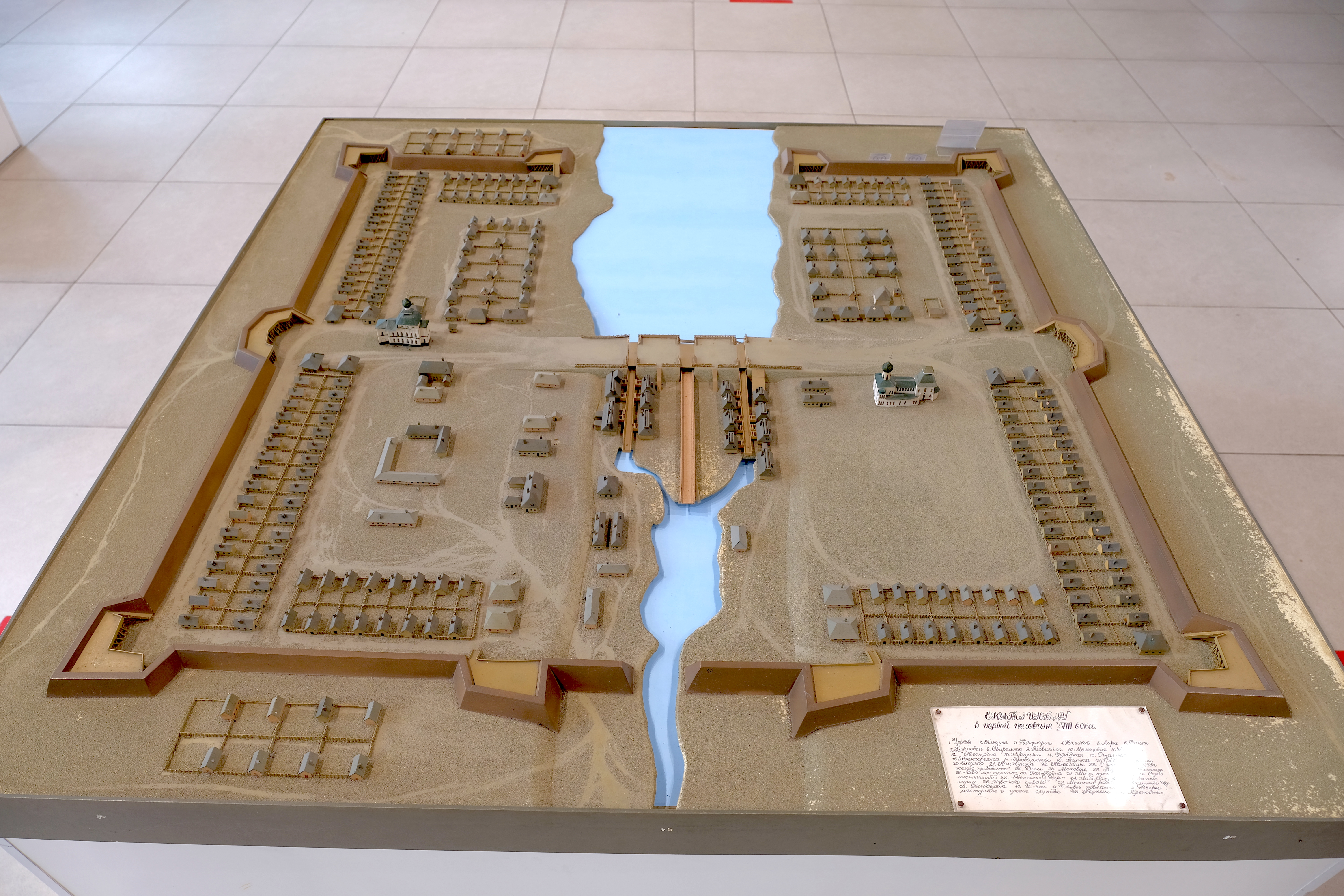
Модель Екатеринбургской крепости в Музее архитектуры и дизайна

В основу плана города-завода Екатеринбурга легла строгая регулярная планировка — новый принцип русского градостроительства начала XVIII века, — предопределённая прямоугольной в плане Екатеринбургской крепостью и двумя перпендикулярными осями, проложенными по плотине и по течению реки Исети. Крепость, с размерами сторон 654×762 м, представляла собой систему земляных валов высотой 2,5 м, укреплённых деревянным частоколом. На углах и по главной оси располагались шесть бастионов. Внутри крепости была воздвигнута плотина, по сторонам от которой образованы предзаводские прямоугольные площади. На планировочную структуру в первую очередь оказали влияние географическое положение поселения, наличие в нём железноделательного завода и плотины. Через плотину проходила главная дорога поселения. Остальные улицы прокладывались перпендикулярно Главному проспекту. На западной площади располагались здания Сибирского обер-бергамта с конторой (Главное управление сибирских заводов), школа и госпиталь. Почти в центре площади была построена церковь, справа от которой позже были возведены торговые ряды. Восточная площадь была застроена жилыми домами чиновников, а позже на ней была возведена ещё одна церковь. Деревянные цеха располагались вдоль Исети, за плотиной. Почти все здания Екатеринбургской крепости, за исключением доменных печей, были деревянными.

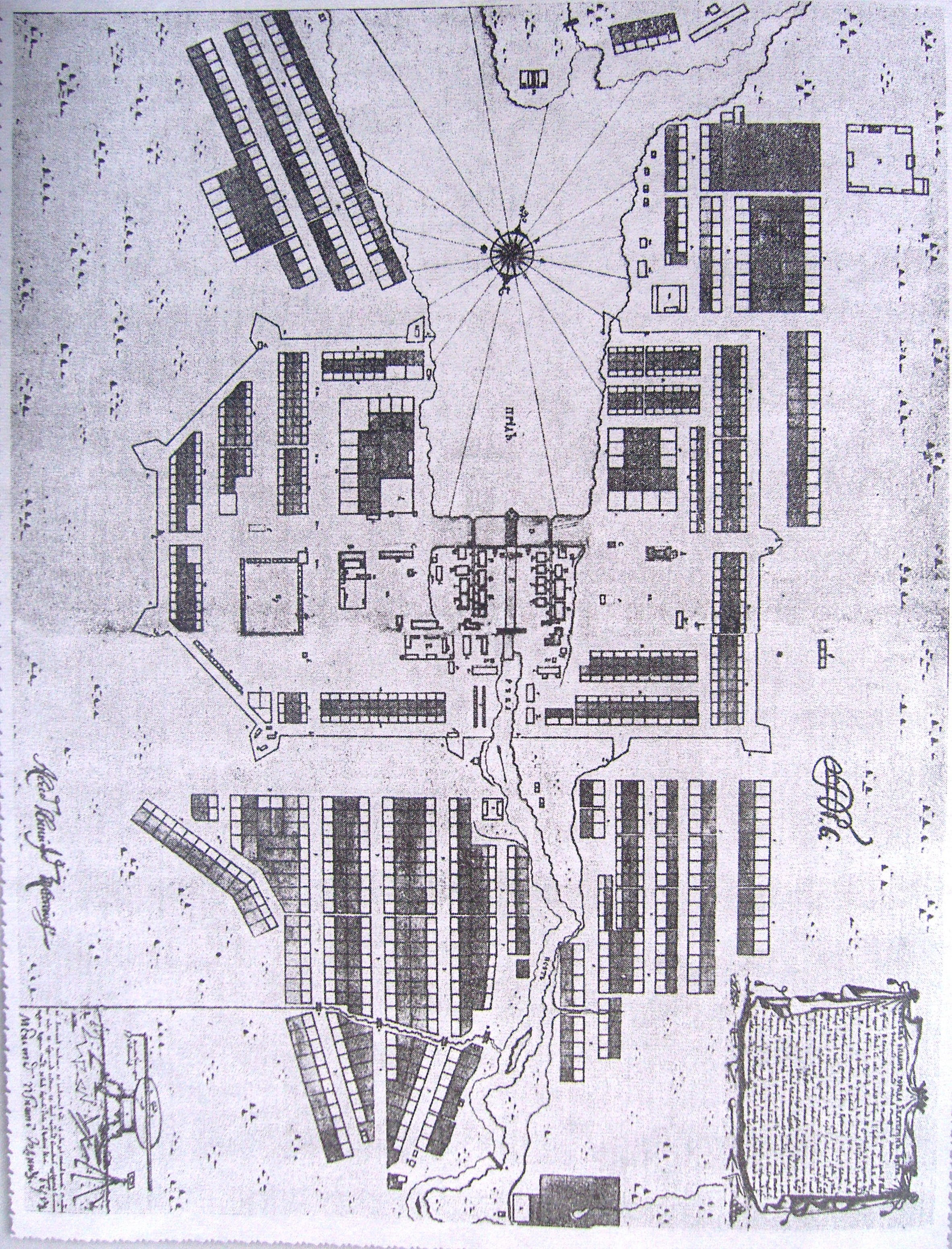
План Екатеринбурга 1743 года

В 1730-х годах Екатеринбургский завод стал крупнейшим в России. Поселение стало активно разрастаться за пределы крепости, с сохранением строгой регулярной планировки, о чём свидетельствовал план 1743 года. Западная стороны крепости в связи с постройкой каменного гостиного двора и трёх кварталов жилой застройки расширилась и приобрела ломаную линию. Затем были возведены большое двухэтажное здание главной конторы завода, лаборатории и школы. В 1736 году после пожара чугунолитейное производство было переведено на Верх-Исетский завод, в Екатеринбурге осталось только металлургическое производство.
1770—1860. Период русского классицизма
К началу 1770-х годов в Екатеринбурге насчитывалось около 1420 домов. Восьмитысячное поселение стало административным, транспортным, торговым и военным центром Урала. В 1781 году Екатеринбург получил официальный статус города, границы его значительно раздвинулись, в их пределах была возведена новая крепость, а планировка утратила свою строгую прямоугольную форму.
Конец XVIII — первая половина XIX века — важный градостроительный период в истории Екатеринбурга, ставшего административной столицей Урала: в 1807 году он получает статус «горного города», а в 1826 году в него было переведено всё горное правление из Перми. Для этого периода были характерны: развитие каменного строительства, перестройка заводов с деревянных на каменные, формирование архитектурного облика центра города. Работавшие в Екатеринбурге зодчие Михаил Малахов, Иван Свиязев и Александр Комаров стали основоположниками промышленной архитектуры Урала.
В конце XVIII века, в соответствии с градостроительной реформой Екатерины II, был составлен первый генеральный план города. К концу столетия Екатеринбург имел несколько бесформенные очертания, напоминающие овал, но в дальнейшем его планировка стала более упорядоченной. Екатерина II хотела превратить города Российской империи в «идеальные полисы, с чёткими прямыми улицами и огромными площадями для торговли и народных гуляний», что оказало определяющее влияние на планировку Екатеринбурга. В 1804 году генеральный план, очевидно, был доработан комиссией, занимавшейся составлением планов городов в столице, подписан Вильямом Гесте и утверждён императором. Новый план решал вопросы значительного увеличения территории города, упорядочения застройки, особенно окраин. По плану предполагалась строгая прямоугольная сетка из 335 кварталов, реконструкция Главного проспекта, создание ряда новых площадей: Сенной, Хлебной и др. Центром города оставалась его старая часть. Исторический генплан 1829 года, разработанный также Вильямом Гесте, оказал решающее значение на формирование центра Екатеринбурга, практически полностью войдя в структуру современного генплана. Его основой служил принцип «идеального» города, по которому в XVIII—XIX веке перестраивались многие российские города.

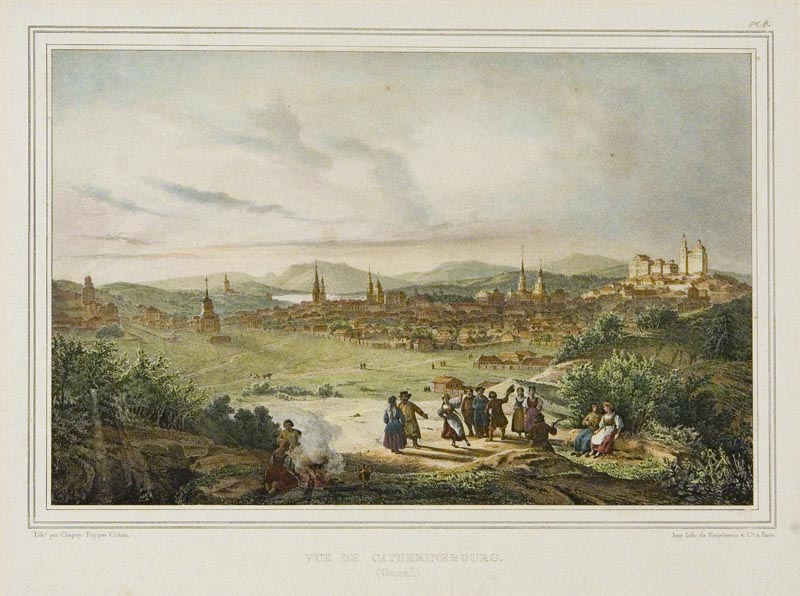
Екатеринбург. 1830 год. Худ. Жан Виктор Адам

Застройка города на тот момент состояла в основном из деревянных одноэтажных домов, расположенных поквартально и обращённых фасадами на улицы. Новые дома разрешалось возводить только по образцовым проектам, для чего контора екатеринбургских заводов затребовала из Санкт-Петербурга «высочайше утверждённые для частных строений фасады». Среди деревянной застройки постепенно стали появляться богатые каменные одноэтажные и двухэтажные дома заводовладельцев, золотопромышленников, административные и заводские здания. Акцентами застройки выступали церкви, располагавшиеся в наиболее важных планировочных узлах.
К 1840 году время подъёма архитектуры русского классицизма в Екатеринбурге заканчивается. К этому времени город, вслед за возрастанием его экономического и культурного значения, резко увеличился в размерах; планировка приобрела чёткую классицистическую регулярную систему; были оформлены все основные магистрали и площади; в центре выстроены монументальные каменные здания, лучшие из которых были обращены к Городскому пруду. К 1860-м годам было выстроено ещё несколько крупных зданий, но их облик свидетельствовал об упадке классицизма.

## 1861—1917. Период капитализма

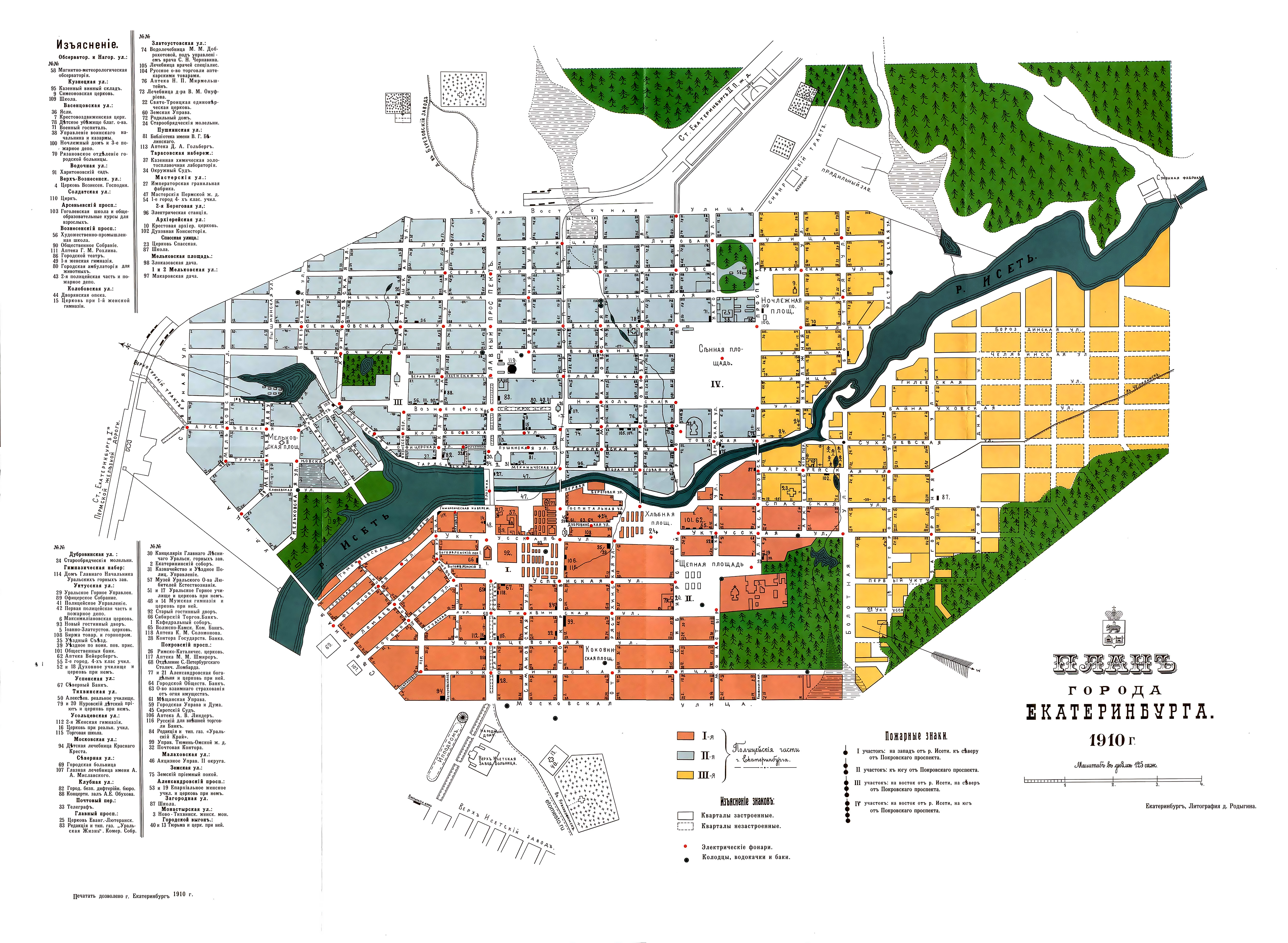
План Екатеринбурга 1910 года

В период развития капитализма в России в Екатеринбурге происходили существенные изменения. Старые промышленные предприятия пришли в упадок, но вместо них получили развитие кустарные промыслы, пивоварение, льнопрядильные производства. Важное значение приобретают новые металлообрабатывающие и механические заводы. Екатеринбург постепенно трансформировался из «горного города» в новый торгово-финансовый центр, становясь центром учреждений уральских горнозаводчиков, золотопромышленников и коммерсантов. Постройка железных дорог от Екатеринбурга на Пермь, Тюмень и Челябинск превратила город в крупный железнодорожный узел.
С утратой Уралом значения главного промышленного района империи, происходил процесс переориентации экономики Екатеринбурга, который стал центром транзитной торговли из Сибири в Европейскую часть страны. В строительстве произошёл переход от классицизма к эклектике. Вместо промышленных зон и сооружений, главенствующее положение в городе стали занимать торговые площади и торговые здания. Многочисленные торговые ряды были построены в районе Кафедральной площади, вокруг перекрёстка Уктусской улицы и Покровского (Сибирского) проспекта. Предзаводские территории всё более плотно застраивались торговыми, жилыми и общественными зданиями.
Изменения сопровождались резким ростом населения города: если в 1861 году численность горожан достигала 19832 человек, то в 1910 году — уже 70 тысяч. С ростом количества жителей увеличилось и количество домов, а следовательно, улиц и площадей. В 1861 году в Екатеринбурге насчитывалось 3832 дома; в 1887 — 5492 дома; а к январю 1914 года в городе было 4016 усадеб, 8252 дома, в том числе 671 каменный, 1042 полукаменных и 6539 деревянных, а также 633 торгово-промышленных заведения. В 1890-х годах в Екатеринбурге было 100 улиц и 16 площадей.
Экономический расцвет и рост населения оказали влияние и на архитектуру старого Екатеринбурга. Развитие планировочной структуры проходило в основном по прямоугольной схеме. Генеральный план города корректировался время от времени — в 1864, 1884, 1910 и 1917 годах. Значительное расширение городской территории происходило в южную сторону от центра, вдоль реки Исети, в несколько меньших масштабах — в других направлениях. В отличие от застройки периода русского классицизма, застройка капиталистического времени отличалась отсутствием жёстких градостроительных концепций. Новые районы застраивались несколько хаотично, в интересах застройщиков и землевладельцев.
Период капитализма отмечался прогрессом в строительной технике — распространением металлических конструкций, железобетона. Возникли и новые типы зданий — вокзал, Театр оперы и балета.
В начале XX века в Екатеринбурге, вслед за центральной Россией, наметился переход к стилю модерн. К 1917 году в Екатеринбурге существовала чёткая и ясная структура застройки, с продуманной системой видовых перспектив; регулярный план предполагал благоустройство города бульварами, скверами на площадях и набережной. Центр города образовывали Церковная и Торговая площади, смыкавшиеся на плотине; главными высотными доминантами выступали многочисленные церкви: Екатерининская, Богоявленская, Святодуховская, Максимилиановская и другие.

## 1920-е годы. Распространение конструктивизма

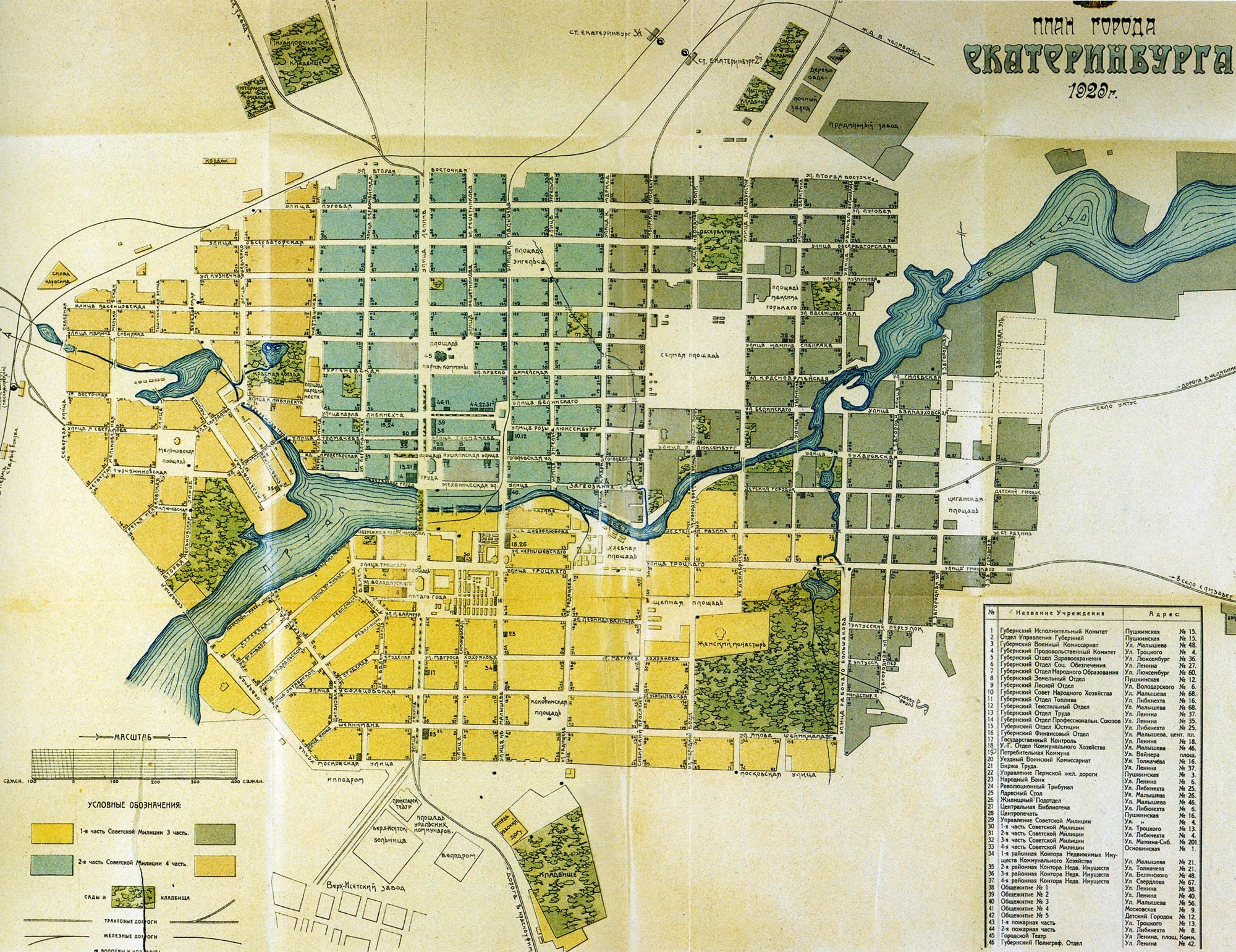
План Екатеринбурга 1920 года

После революции 1917 года и гражданской войны Екатеринбург (с 1924 года — Свердловск) стал центром огромной Уральской области, в которую вошли территории Екатеринбургской, Пермской, Челябинской и Тюменской губерний. Первые мероприятия советской власти были направлены на восстановление разрушенной материальной базы города, развитие промышленности, жилищного и общественного строительства, коммунального хозяйства и благоустройства. Намечалось строительство в Екатеринбурге нового завода-гиганта и превращение города в крупный центр машиностроения. Для реализации задач были созданы проектные и планирующие организации, заложена инженерно-научная школа.
В 1920-е годы, одновременно с восстановлением промышленности, проводились крупные строительные мероприятия: в декабре 1925 года введена в эксплуатацию первая очередь водопровода; в феврале 1927 года пущена первая очередь новой электростанции; в мае 1927 года — городская автобусная линия; в ноябре 1929 года — первый трамвайный маршрут. Активный рост численности жителей подтолкнул к развитию планового жилищного строительства в форме кооперативной малоэтажной застройки. В 1926 году возникли новые районы города — Пионерский, Октябрьский и жилой район на юго-западе. В 1927 году был отведён участок под строительство нового гигантского машиностроительного завода и началось проектирование его жилого района — соцгорода с перспективным населением 100 тыс. жителей. В том же году была составлена первая общая схема развития Свердловска.
С 20-х годов XX века в городе распространяются принципы прогрессивного архитектурного направления — конструктивизма. С 1923 года началась разработка проектов жилых домов для семей рабочих, представлявших собой изначально деревянные здания. Во второй половине 1920-х годов в Свердловске развернулось строительство жилых домов нового типа — так называемых домов-коммун. Массовое строительство жилых домов и комплексов в конце 20-х — начале 30-х годов заложило основы местной строительной школы, экспериментальной разработки типовых жилых секций и новых конструктивных решений.

### Архитектурно-строительная школа
Идеи авангарда в Свердловске распространялись разносторонними и разнокачественными группами архитекторов. Выделяют четыре основные такие группы: 
- Прежде всего выделялась большая группа местных архитекторов, которая не была оформлена организационно. Первыми в городе к авангардному течению советской архитектуры обратились мастера старой школы. Пионером среди них стал Константин Бобыкин, до революции работавший в самых разных стилях, от модерна до откровенной эклектики. В 1925 году при проектировании гостиницы «Ярморком» он впервые ввёл в архитектуру сооружения, имевшего классическую планировку, формальные элементы раннего конструктивизма. Функциональный метод конструктивизма быстро привлёк и других мастеров старшего поколения: Сигизмунда Домбровского, Георгия Валёнкова, Евгения Короткова, Георгия Голубева[22].
- Во вторую группу входили крупнейшие советские архитекторы, лидеры конструктивизма, которую представляли учредители Общества современных архитекторов (ОСА): Моисей Гинзбург и Яков Корнфельд[23].
- Третью группу представляли многочисленные в городе последователи ОСА, именовавшие себя Свердловским отделением ОСА, объединившиеся в 1928 году под руководством архитектора-конструктивиста Иосифа Робачевского[24][25].
- Четвёртую группу составляли члены других творческих направлений, испытавших влияние конструктивизма: Даниил Фридман из Ассоциации революционных урбанистов (АРУ), представители ВОПРА[24][26].

Важной чертой развития новой архитектуры являлось интенсивное развитие Свердловска в 1920-е годы, спровоцировавшее приток в город большого количества новых архитекторов-авангардистов — выпускников ВХУТЕМАСа, Томского технологического и Харьковского инженерно-строительного институтов, Ленинградского института гражданских инженеров, а также архитекторов-иностранцев — выпускников Варшавского политехнического института и Баухауса. Масштабное проектирование и строительство, разработка новых типов зданий, основание архитектурного образования и развитие архитектурной теории в городе было связано с деятельностью Петра Оранского, Владимира Емельянова, Ивана Антонова, Вениамина Соколова, Моисея Рейшера, Александра Вилесова, Алексея Дукельского.
К 1930-м годам Свердловск был одним из немногих городов СССР, имевшим крупные проектные организации — «Уралгипромез» и «Уралпромстройпроект», занимавшиеся проектированием промышленных предприятий. Проектированием городского общественно и жилищно-коммунального строительства занималась городская архитектурно-проектная мастерская № 1. Важное значение имел областной институт рационального строительства, под руководством инженера-строителя Анатолия Ладинского, занимавшийся проблемами индустриального домостроения, внедрением сборного железобетона, новых конструкций и технологий строительства.

### Рабочие клубы
Самыми многочисленными общественными зданиями в стиле конструктивизма в Свердловске стали рабочие клубы, предназначавшиеся для новых форм общения людей, объединённых профсоюзами, работой на одном предприятии или проживанием в одном жилом комплексе. К 1926 году в Свердловске было возведено восемнадцать рабочих клубов. Между 1926 и 1937 годами было построено ещё двенадцать таких зданий.
Рабочий клуб, как новый тип здания, формировался в стилистике авангарда и не имел аналогов как в архитектуре дореволюционной России, так и в зарубежном зодчестве. Общественная функция рабочих клубов имела ярко выраженную идеологическую окраску, связанную с поисками нового типа общественной жизни, современных форм архитектуры. Клубы должны были иметь широкий круг политико-просветительских, общественно-культурных функций, условия для физкультурной и военной подготовки. Они также должны были заменить собой культовые здания, став центрами распространения новой государственной политики. Формирование архитектуры рабочих клубов по времени совпало со становлением нового стиля — архитектурного авангарда в 1923—1925 годах.
Архитектурный облик рабочих клубов выражал их внутреннее функциональное содержание посредством сочетания геометризированных форм объёмно-планировочных решений, сочетания остеклённых и глухих поверхностей стен, наличия лоджий, козырьков входных групп, балконов, открытых террас-соляриев. Архитектурный язык фасадов и интерьеров был лапидарен. В Свердловске применялись два типа объёмно-пространственного решения клубов, различавшиеся соотношением их обязательных частей — клубной и зрелищной. В первом типе части имели самостоятельные объёмы, смежные или сообщавшиеся переходом (Клуб строителей, Окружной Дом офицеров, Клуб железнодорожников). Второй тип представляли компактные здания с фойе и зрительным залом по центру и сгруппированными по сторонам клубными помещениями (Клуб совторгслужащих, Клуб работников мукомольной промышленности).
К наиболее значительным конструктивистским рабочим клубам Свердловска относят: Клуб пищевиков (1926—1927, арх. И. П. Антонов), Клуб «Профинтерн» (1928, инженер К. В. Коржинский), Клуб строителей (1929—1930, арх. Я. А. Корнфельд), Клуб железнодорожников им. А. Андреева (1929—1933, арх. К. Т. Бабыкин), Клуб металлистов Верх-Исетского завода (1930, арх. Г. И. Потапов), Клуб Рабпроса (1932—1935, В. В. Емельянов, Е. Н. Коротков, И. И. Робачевский), Клуб ОСОАВИАХИМа (1933—1934, арх. Г. П. Валёнков), Клуб им. Ф. Э. Дзержинского (1931—1932, арх. И. П. Антонов, В. Д. Соколов), Клуб инженерно-технических работников УЗТМ (1936—1937, арх. Б. Шефлер, П. В. Оранский), Спортивный клуб «Динамо» (1932—1934, арх. В. Д. Соколов), Водно-спортивный клуб Верх-Исетского металлургического завода (1935, арх. И. А. Грушенко, В. Д. Соколов), Клуб-кинотеатр «Сталь» Верх-Исетского металлургического завода (1932, арх. Г. И. Потапов).

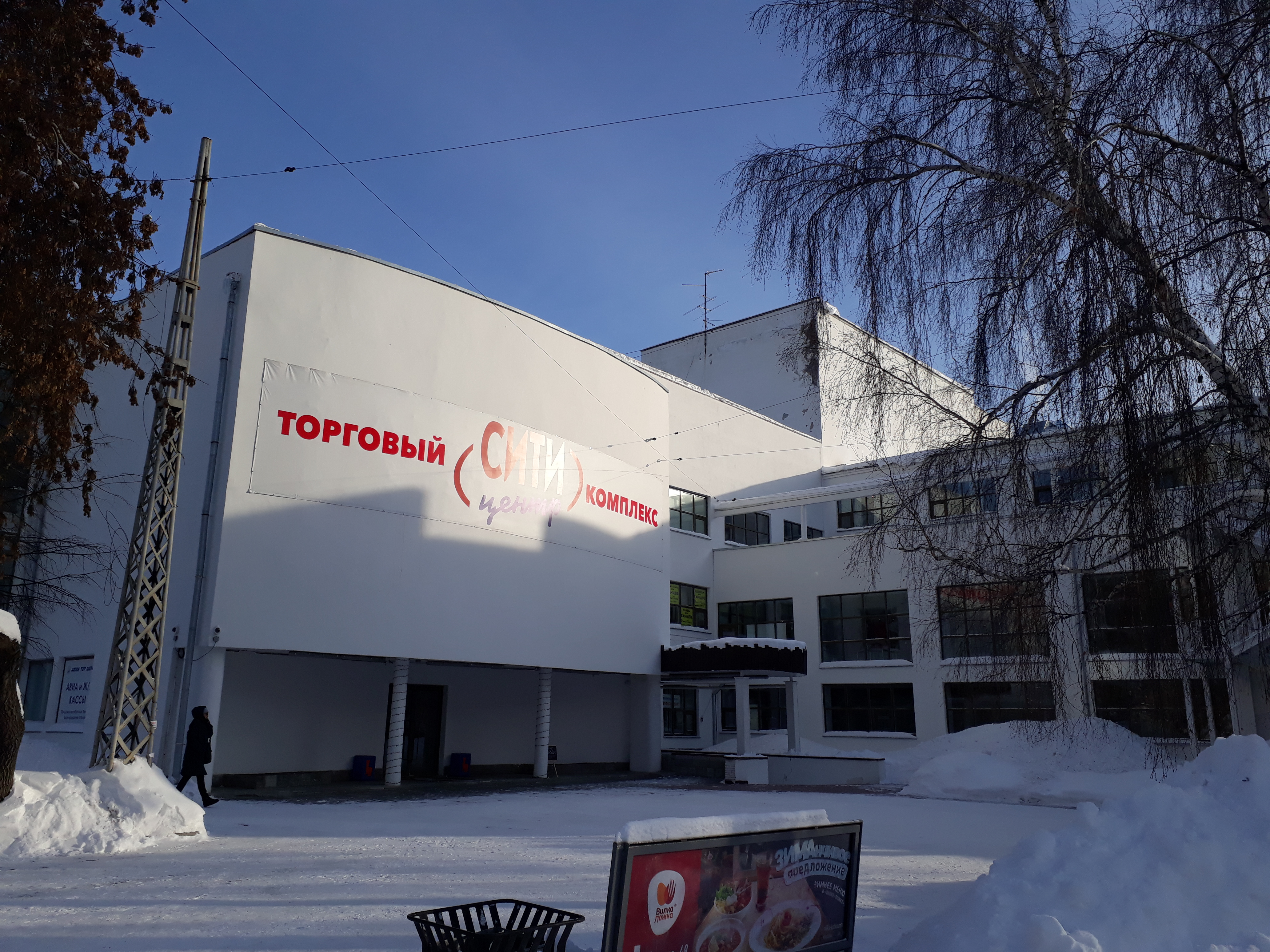
Клуб строителей
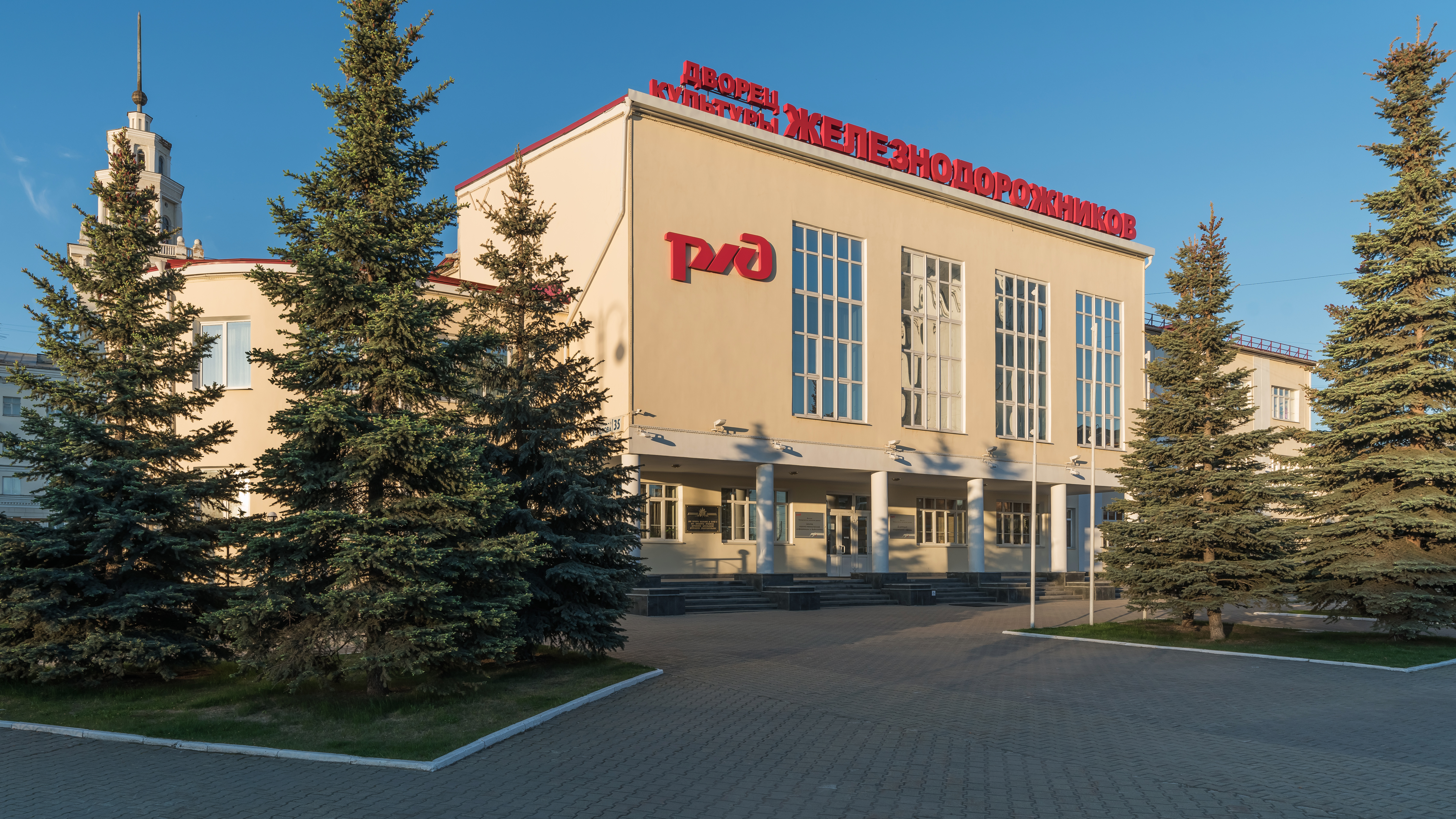
Клуб железнодорожников им. А. Андреева
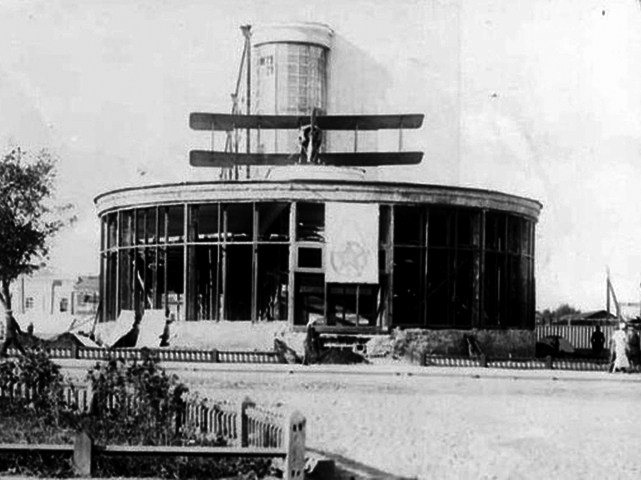
Клуб ОСОАВИАХИМа
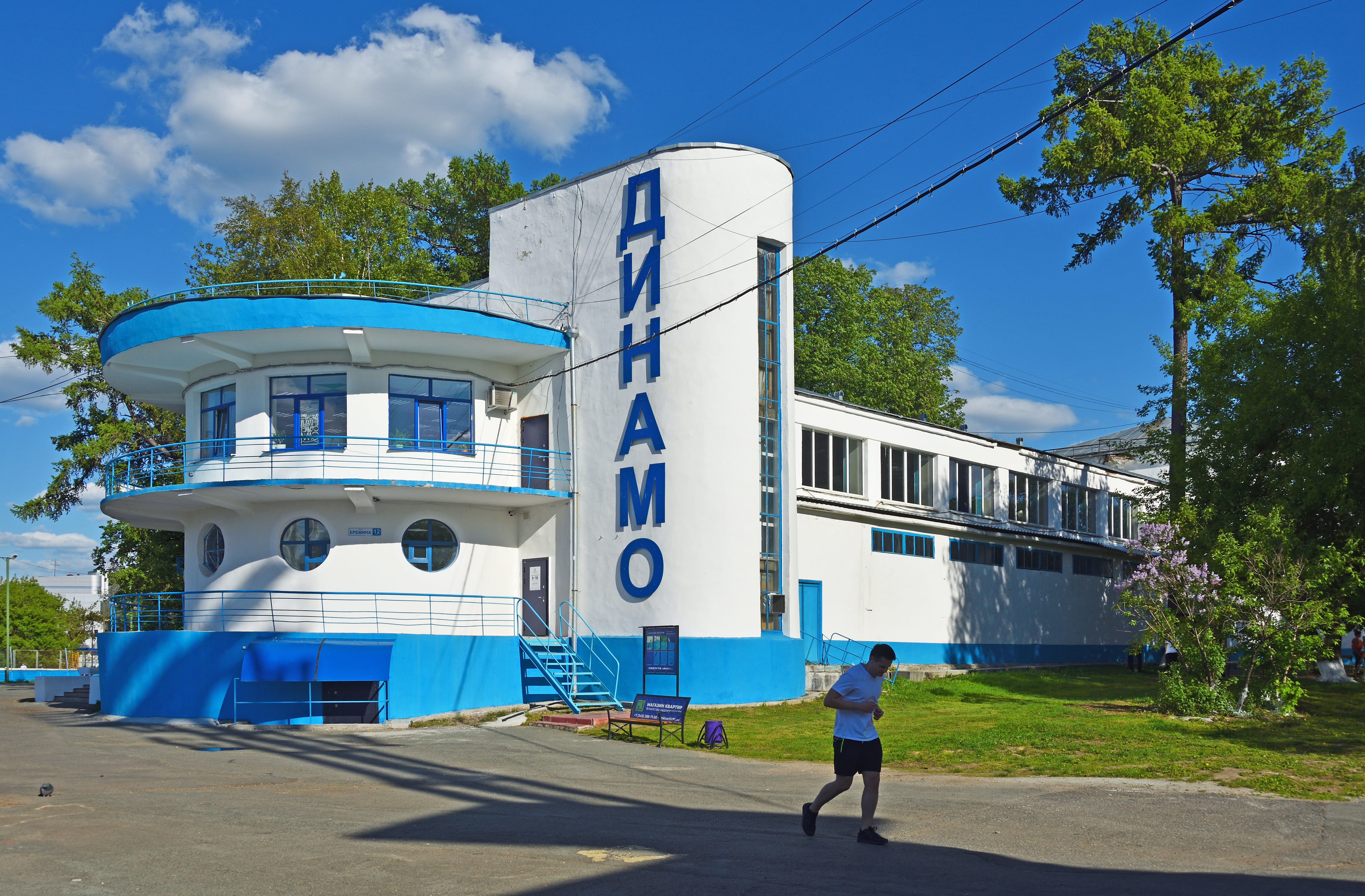
Спортивный клуб «Динамо»
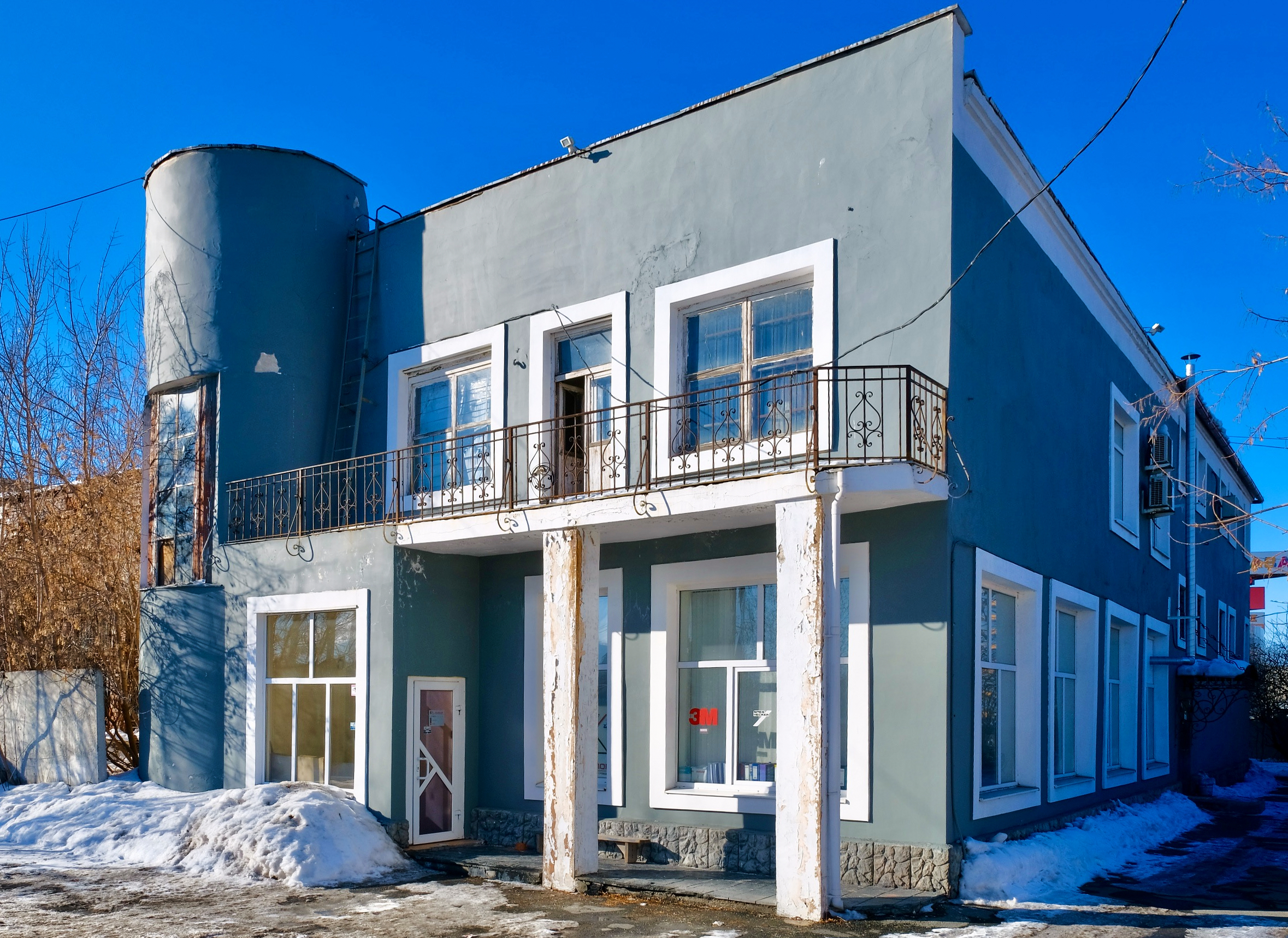
Клуб-кинотеатр «Сталь»

## 1930-е годы. «Большой Свердловск»
В 1931 году Президиум ВЦИК РСФСР принял постановление о развитии городского хозяйства Свердловска, поручив Свердловскому городскому совету разработать генеральный план реконструкции города. Шефство над реконструкцией взял Московский городской совет. В апреле 1932 года в газете «Правда» вышла статья «Столица Урала должна быть образцовым городом». Были организованы всесоюзные конкурсы на строительство в Свердловске Дома уральской промышленности (1931), Большого синтетического театра (1932) и других зданий, в которых участвовали лучшие архитекторы страны. Одним из главных достижений стала планировка и застройка северного жилого района — соцгородка Уралмаша, возведённого по генеральному плану архитектора П. В. Оранского.

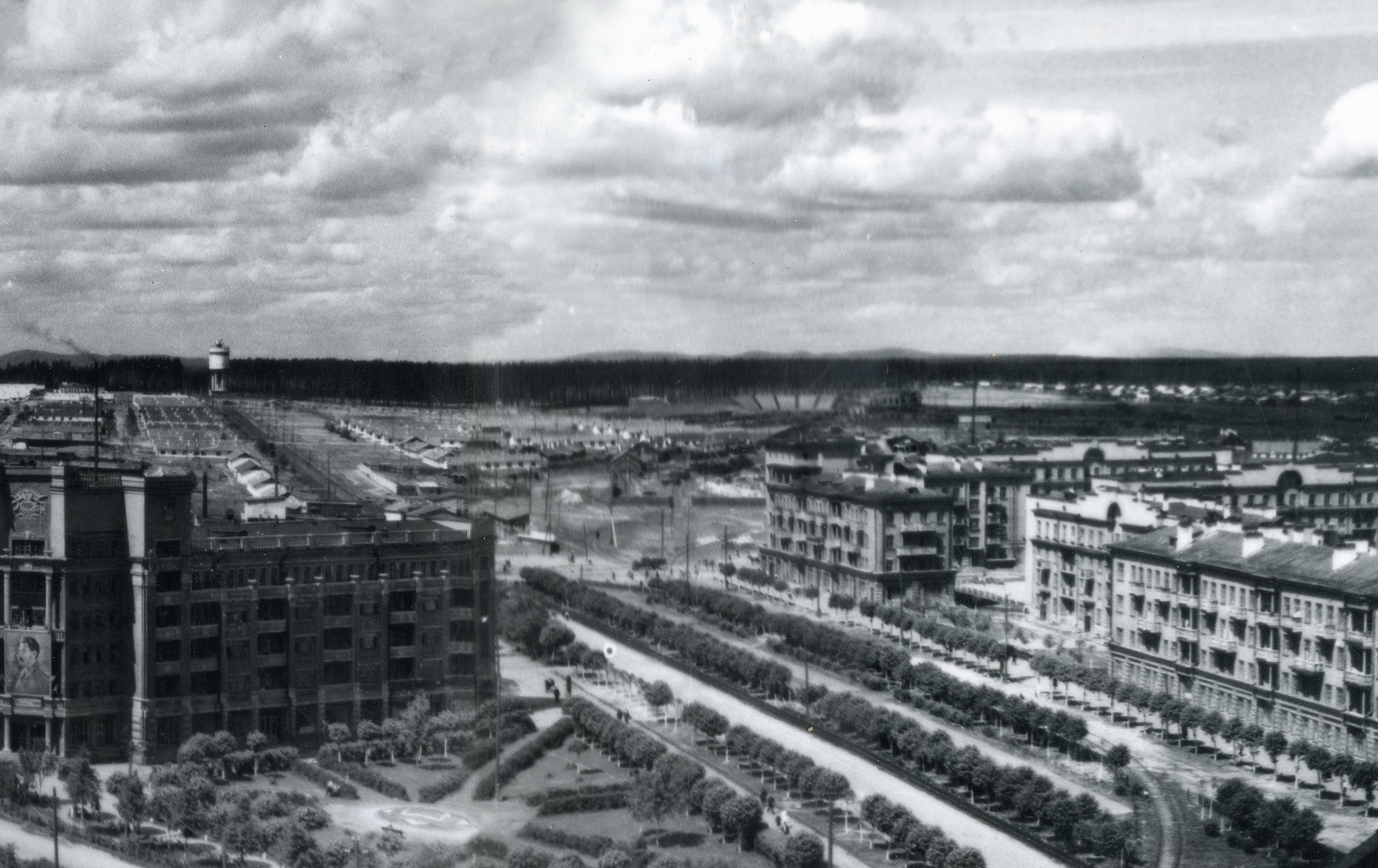
Панорама соцгорода Уралмаша, середина 1930-х годов

Архитектура жилой застройки Уралмаша начала и второй половины 1930-х годов имела очевидные отличия в стилистическом отношении. Новое направление в архитектуре сложилось в период 1931—1935 годов, времени ликвидации архитектурных группировок, организации Союза советских архитекторов и Академии архитектуры СССР. В тот период советская архитектура возвратилась к принципам классицизма. Новое творческое направление воплотилось в застройке Уралмаша 1936—1939 годов (арх. П. В. Оранский, М. В. Рейшер и другие) и общественных зданий, которые проектировались как опорные центры развивавшейся вокруг них жилой застройки.
В строительстве жилых и общественных зданий в предвоенные годы реализовывались идеи, заложенные в генеральном плане развития города, утверждавшиеся в качестве официального планового документа в 1927, 1930 и 1939 годах. В 1930 году группой архитекторов под руководством С. В. Домбровского был составлен вариант планировки известный как «Большой Свердловск». В соответствии с планом получил развитие центр города. В схеме выдвигалась прогрессивная идея использования идущего к центру города пространства вдоль поймы Исети в качестве озеленённого пространства, выходящего в пригородный лесопарк. Идея была реализована в послевоенный период. Район Втузгородка на востоке рассматривался как новая часть города, в которой должны были сконцентрироваться все высшие и средние учебные заведения, а также научно-исследовательские институты и Уральский филиал Академии наук СССР. Изменения планировочной структуры было связано с развитием жилой застройки к северо-востоку от центра и к юго-западу, а также в районе за плотиной Нижне-Исетского пруда.
Накануне Великой Отечественной войны Свердловск представлял собой характерный пример нового социалистического города — административного, промышленного и культурного центра с развитой системой промышленности, жилой застройкой, административными и общественными учреждениями, системой общественного транспорта, озеленения и благоустройства. В городе размещалось более 160 учреждений и управлений, 140 заводов, фабрик, комбинатов и мастерских, 25 научно-исследовательских институтов, 12 вузов и 30 техникумов, 52 клуба, 7 музеев, 73 киноустановки, 5 театров, 166 массовых библиотек. Количество жителей выросло до 450 тыс. человек.

### Постконструктивизм
Изменение стилистической направленности советской архитектуры, выразившееся в стремлении к возрождению неоклассики через опыт авангарда, получившее в современных исследованиях название постконструктивизм, развивалось в 1932—1936 годах. Новое направление было связано как с государственной политикой, так и с определёнными социально-психологическими аспектами: конструктивизм и западный функционализм в тот период критиковались за уход от идейно-эстетической функции архитектуры, нарочитый техницизм, отказ от антропоморфности, присущей классической архитектуре. Для периода постконструктивизма в Свердловске было характерно строительство большого количества зданий и комплексов, сочетавших в себе признаки как конструктивизма, так и неоклассицизма, выражавшееся либо в своеобразном соединении конструктивистских и классицистических черт, изначально предусмотренном в проекте, либо появлявшихся в ходе поздней реконструкции авангардных построек.
В данный период архитекторы самостоятельно осваивали приёмы классицистической архитектуры, в связи с чем в середине 1930-х годов наблюдалось максимальное разнообразие применявшихся творческих приёмов, постепенный отбор которых привёл к выработке устоявшегося классицистического стиля в конце десятилетия. Отличительной чертой для времени постконструктивизма стала перестройка многих зданий, первоначально спроектированных в русле конструктивизма. Одним из характерных примеров являлась реконструкция гостиницы «Большой Урал», завершившаяся к 1938 году под руководством Моисея Рейшера. Конструктивистское здание 1930—1931 годов постройки было дополнено классицистическими деталями в виде карниза, балюстрад, вазонов, барельефов и скульптур. Здание больницы скорой помощи на улице 8-е марта (1938, арх. А. И. Югов, Г. А. Голубев) изначально также было спроектировано в конструктивистском ключе, однако позже в проект были внесены изменения в духе неоклассики: к динамичным, асимметричным вытянутым объёмам были добавлены классицистические приёмы членения фасадов и декор — длинные торцевые балконы, аттик, руст, филенчатый рельеф и лепные детали. Характерным примером перестройки в постконструктивистском ключе являлось здание Окружного дома офицеров (главный арх. В. В. Емельянов, арх. П. И. Лантратов, И. В. Шишов, А. Ф. Романов), первоначально проектировавшееся как клуб Рабпроса (1932), а завершённое уже как дом Красной Армии в 1937—1941 годах. Аскетичное, в строгом конструктивистском русле в первоначальном проекте, здание получило завершение в виде масштабной ордерной композиции и венчающих элементов — башни со шпилем. Подобные объекты, в конструктивистскую основу которых вносились изменения в ходе проектирования, строительства или реконструкции, относят к типу декорированного конструктивизма.
Вторым типом зданий в новом стиле являлись объекты, изначально запроектированные и построенные по одному замыслу, в которых конструктивизм и неоклассицизм входили в своеобразный «симбиоз». Одной из таких построек являлась гостиница «Центральная» (1928, арх. В. Дубровин), в архитектуре которой сохранялись мотивы конструктивизма в виде закруглённых углов, лопаток и междуэтажных тяг, однако одновременно проявлялись и черты нового — симметрия главного фасада, аттик, упрощённый классицистический декор. Другим примером такого подхода являлся Второй Дом Советов, состоявший из двух зданий (арх. И. П. Антонов, В. Д. Соколов). В архитектуре одиннадцатиэтажной башни (1930-е годы) авторы проекта отказались от конструктивисткой «игры объёмов», форма здания была лаконичной, а фасады гладкими, с излюбленными авторами усечёнными восьмигранными балконами, уже применявшимися ими в Городке чекистов. Классицистическим нововведением в архитектуре здания стал мощный карниз с крупными сухариками и поясами, а также входная группа с порталом и руст первого этажа.

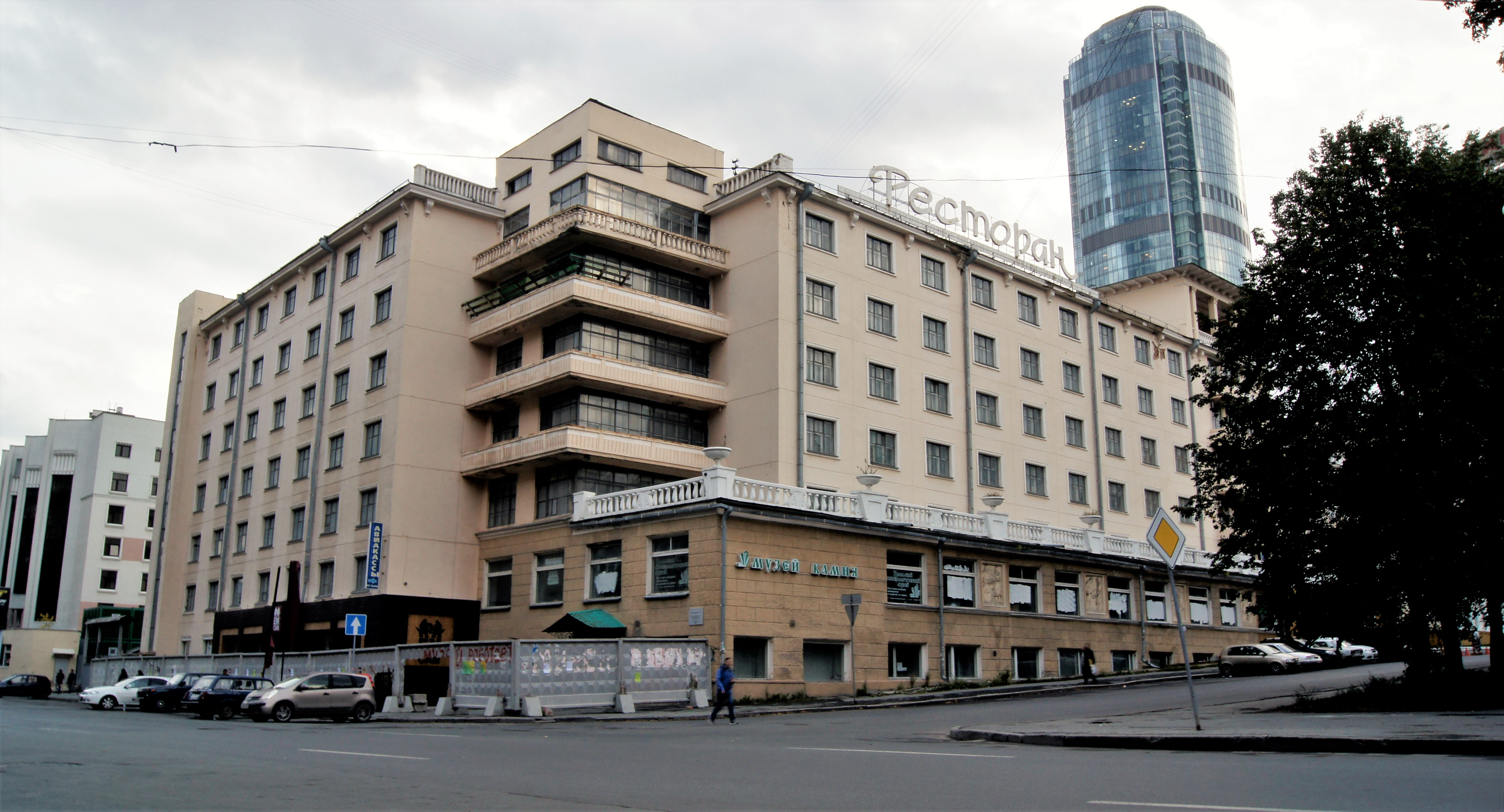
Гостиница «Большой Урал»
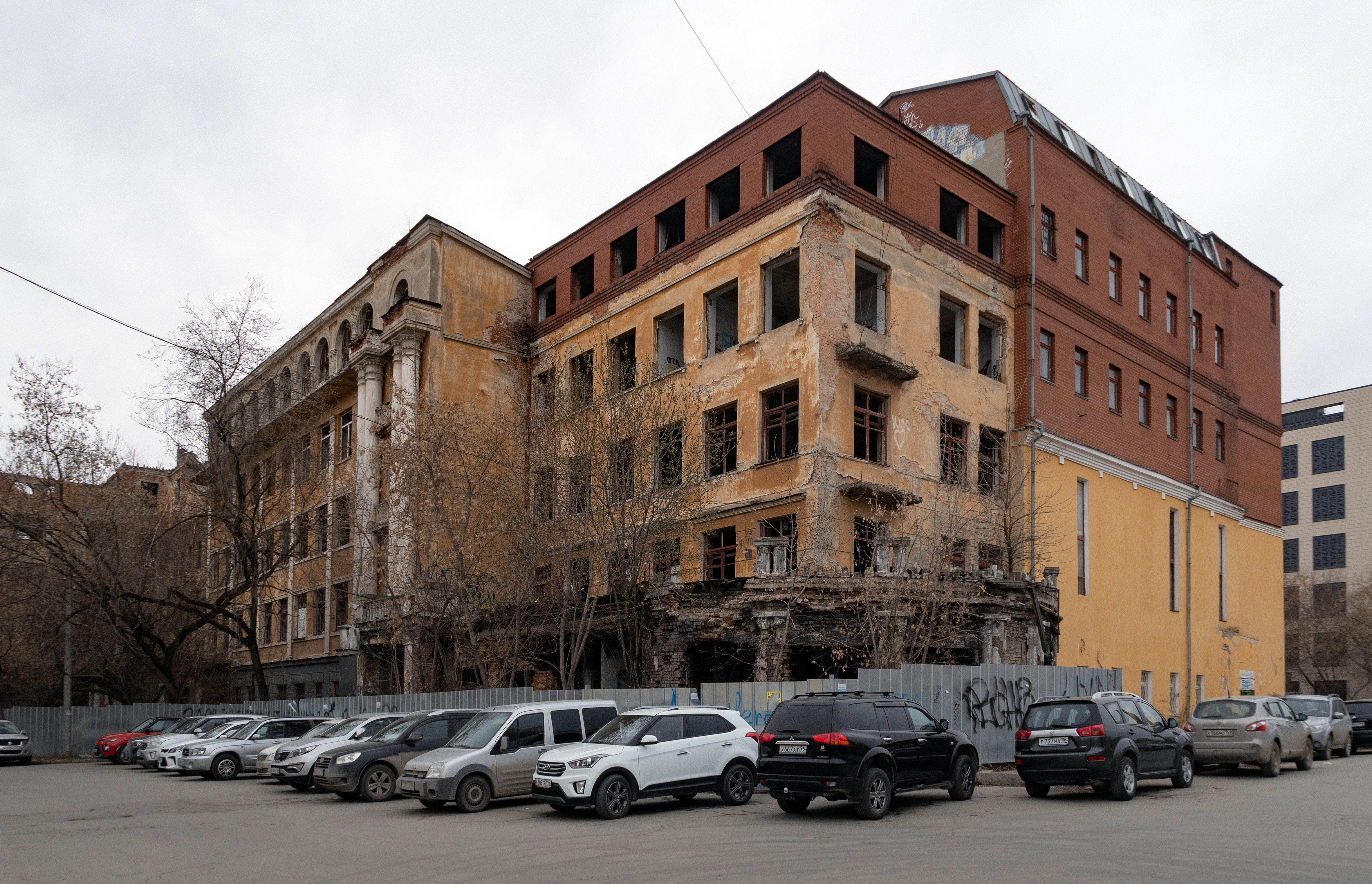
Здание больницы скорой помощи
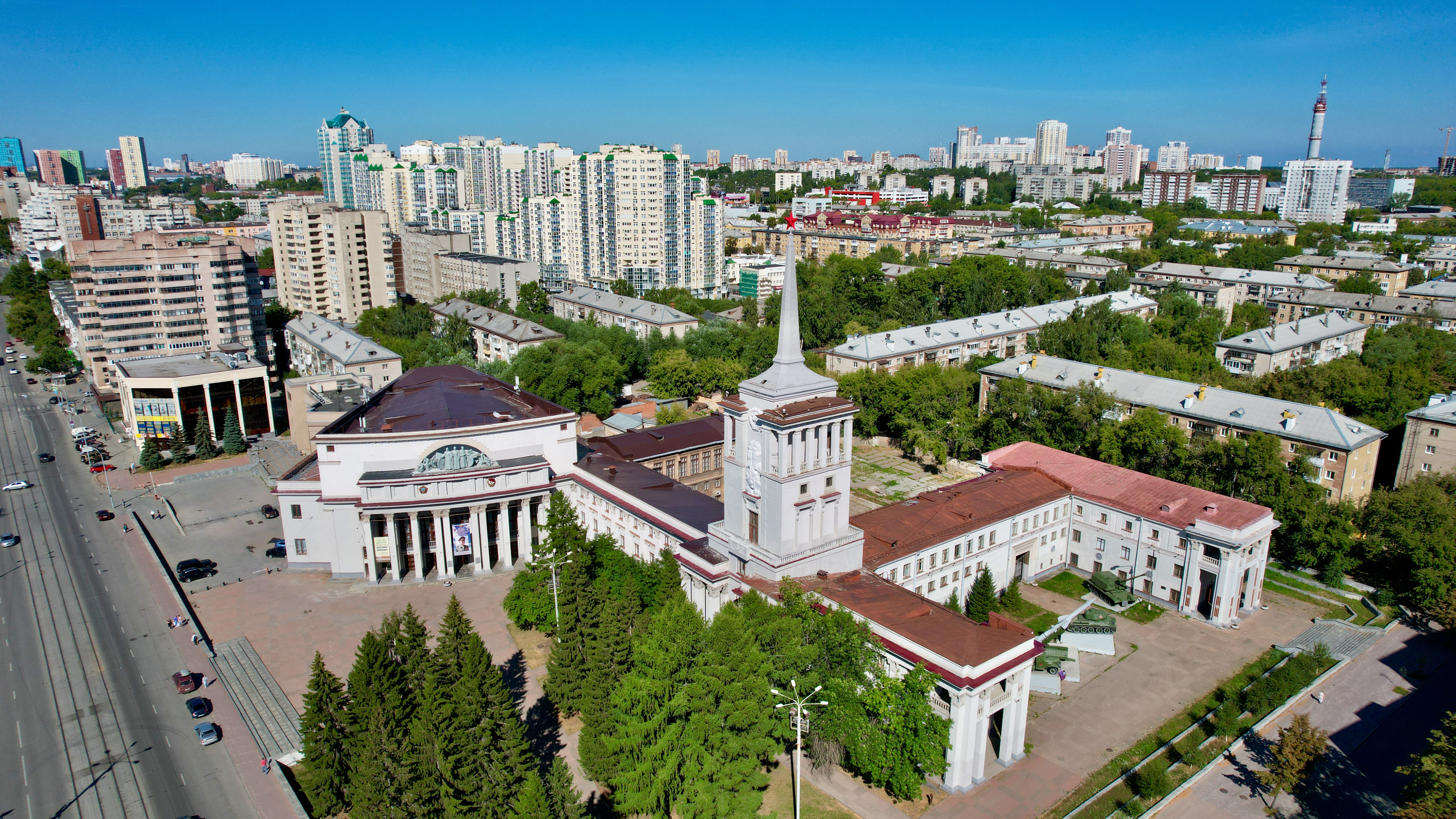
Окружной дом офицеров
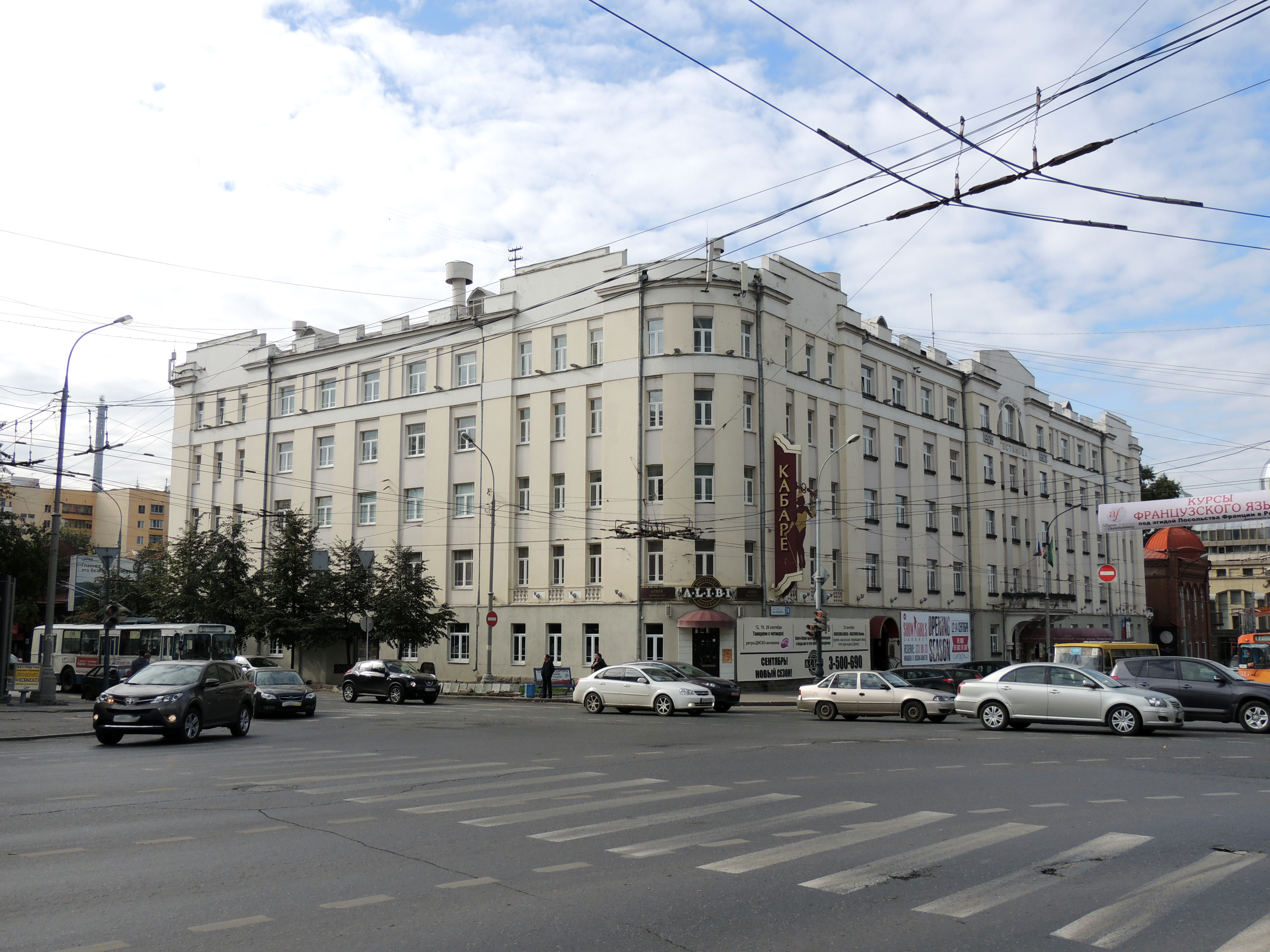
Гостиница «Центральная»
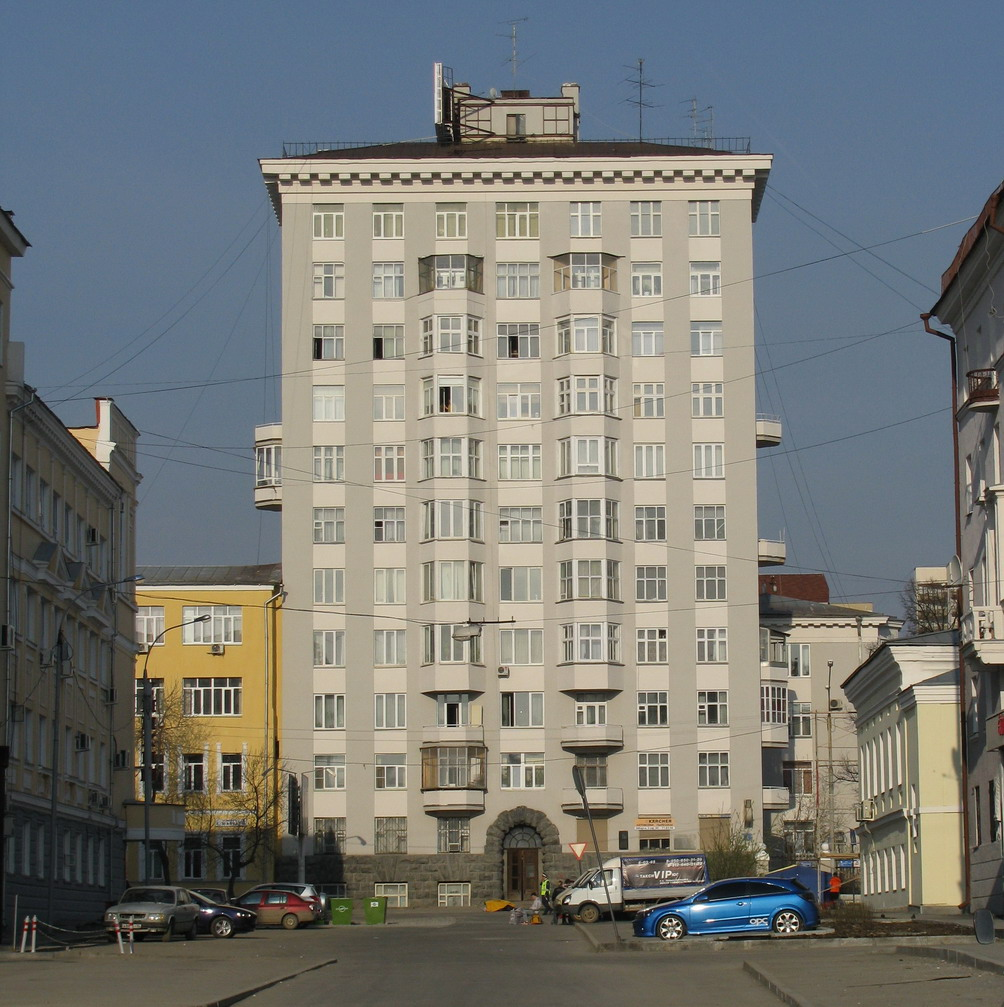
Второй Дом Советов

### Архитектура соцгородов
На первую половину 1930-х годов выпал период интенсивной застройки Свердловска соцгородами: «…Свердловск времён индустриализации оказался настоящим городом городков: даже в старой части застройка часто велась по ведомственному принципу». Историческая часть города оказалась окружена со всех сторон промышленными и ведомственными посёлками. Самым крупным из них являлся соцгород Уралмаш, ставший фактически самостоятельным поселением со своими газо- и водопроводом, поликлиникой, хлебозаводом, фабрикой-кухней, школой, детскими садами и яслями, кинотеатрами и сельскохозяйственным комбинатом.
Планировочная структура соцгорода была образована пятью «лучами» дорог, расходившимися от огромной центральной площади 1-й пятилетки. Наиболее старый жилой район вдоль улицы Ильича был решён в русле строчной застройки, имевшей необычную реализацию — в центре она образовывала своеобразную плазу. Более 20 капитальных зданий района были выполнены в лаконичном конструктивистском стиле. Во второй половине 1930-х годов был возведён жилой массив между проспектом Орджоникидзе и улицей Культуры. Образованный шестью жилыми домами, район был известен, как «дворянское гнездо», поскольку в нём проживало руководство завода. Данная застройка уже имела типичные стилистические черты постконструктивизма.
Социальная инфраструктура соцгорода была сосредоточена в его западной части. В районе площади 1-й пятилетки располагались банно-прачечный комбинат, фабрика-кухня, школа, кинотеатр «Темп», поликлиника. Непосредственно на площадь выходила заводская гостиница, известная в городе как «Мадрид» (1933—1937). Здание гостиницы являлось одним из положительных примеров постконструктивистского направления в городе: в симметрично организованный объём постройки архитектор П. В. Оранский ввёл упрощённые элементы классицистического ордера в виде колонн, карнизов и балюстрад, обрамлявших пространства лоджий и балконов.
Рядом с Уралмашем во второй половине 1930-х годов началось строительство посёлка завода энергетического машиностроения с линейной планировкой. До войны в посёлке успели построить три капитальных дома по улицам Краснофлотцев и Стачек, имевших постконструктивистский декор. 

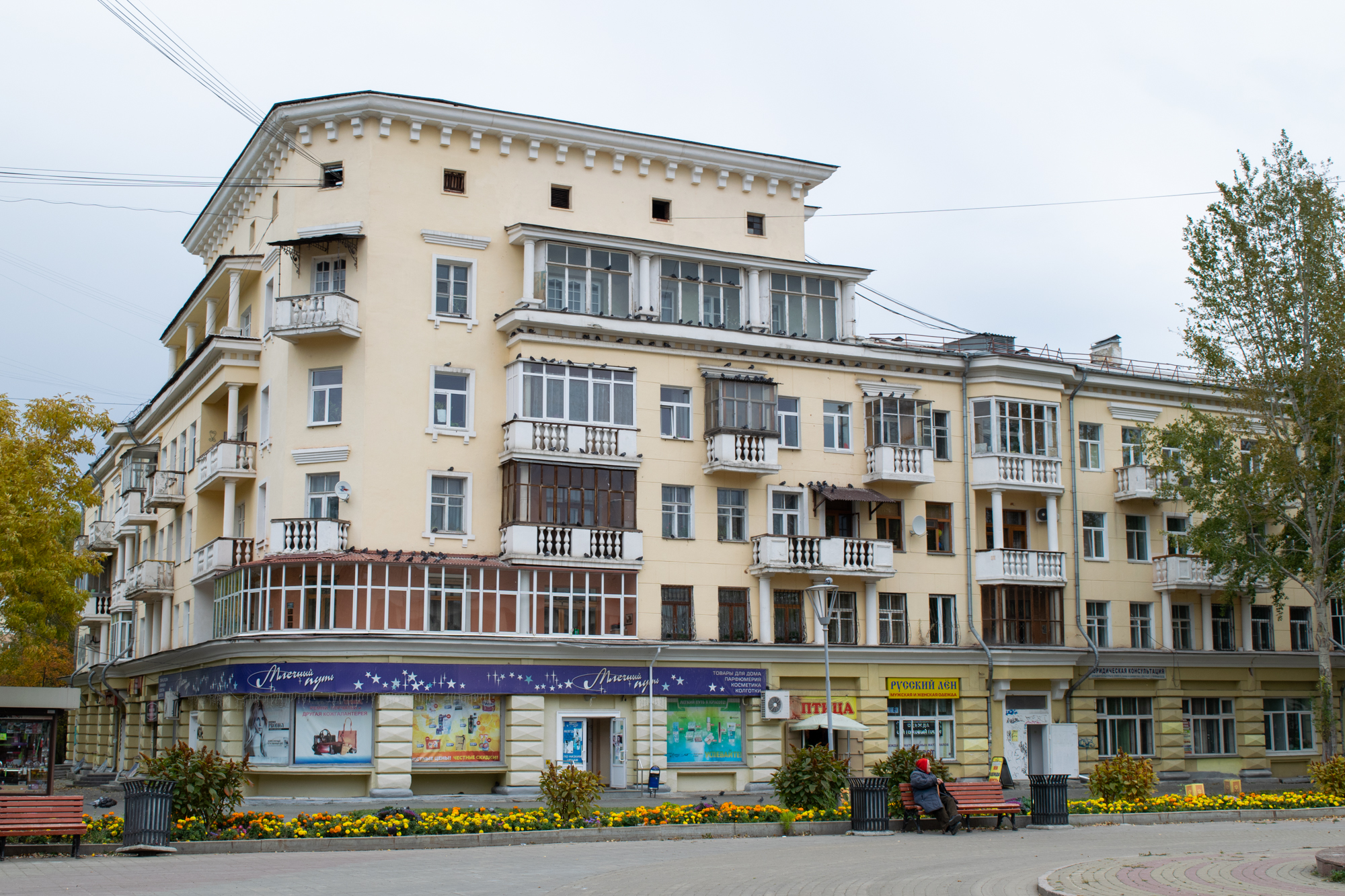
Уралмаш, жилой дом по улице Культуры
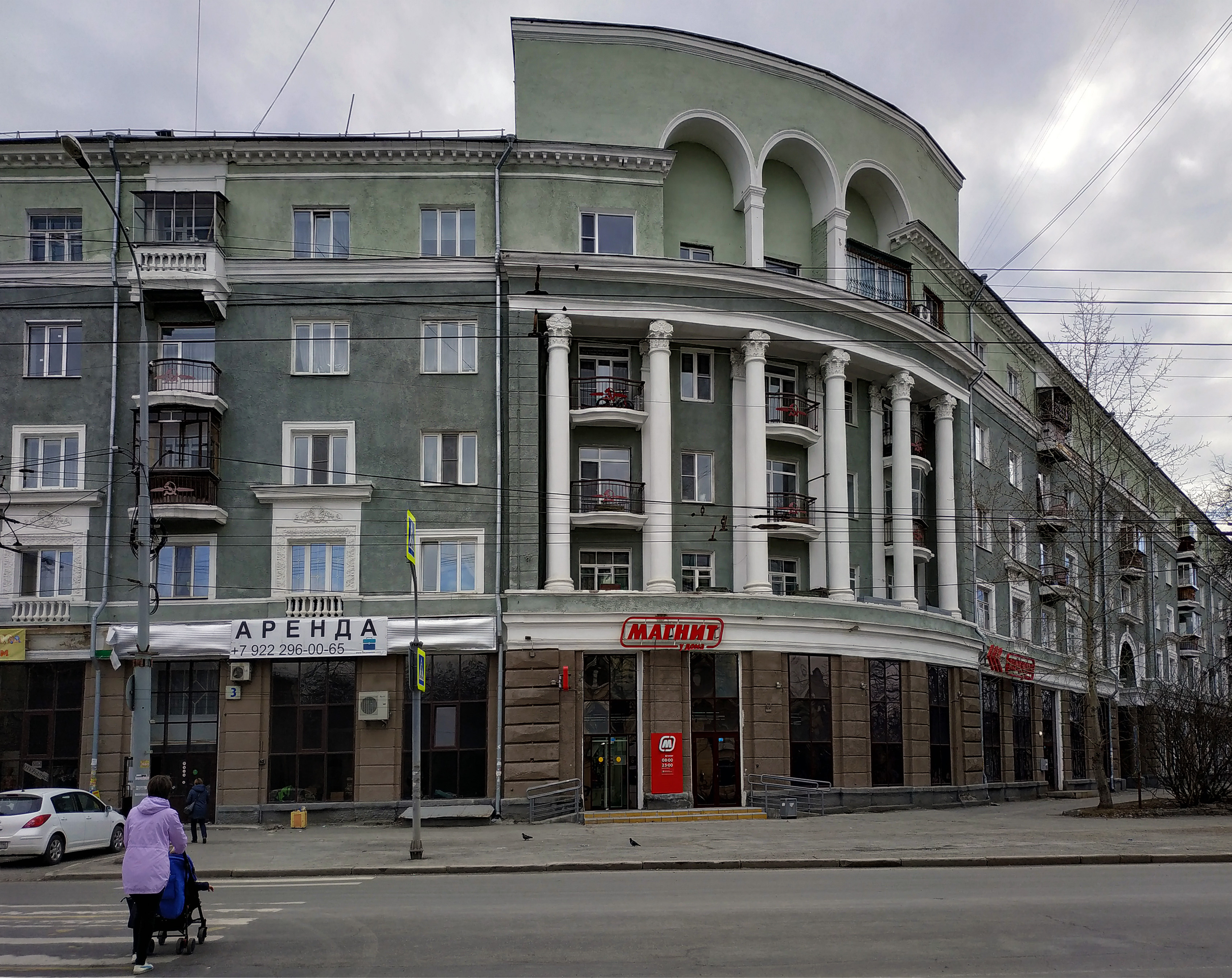
Уралмаш, жилой дом по улице Банникова
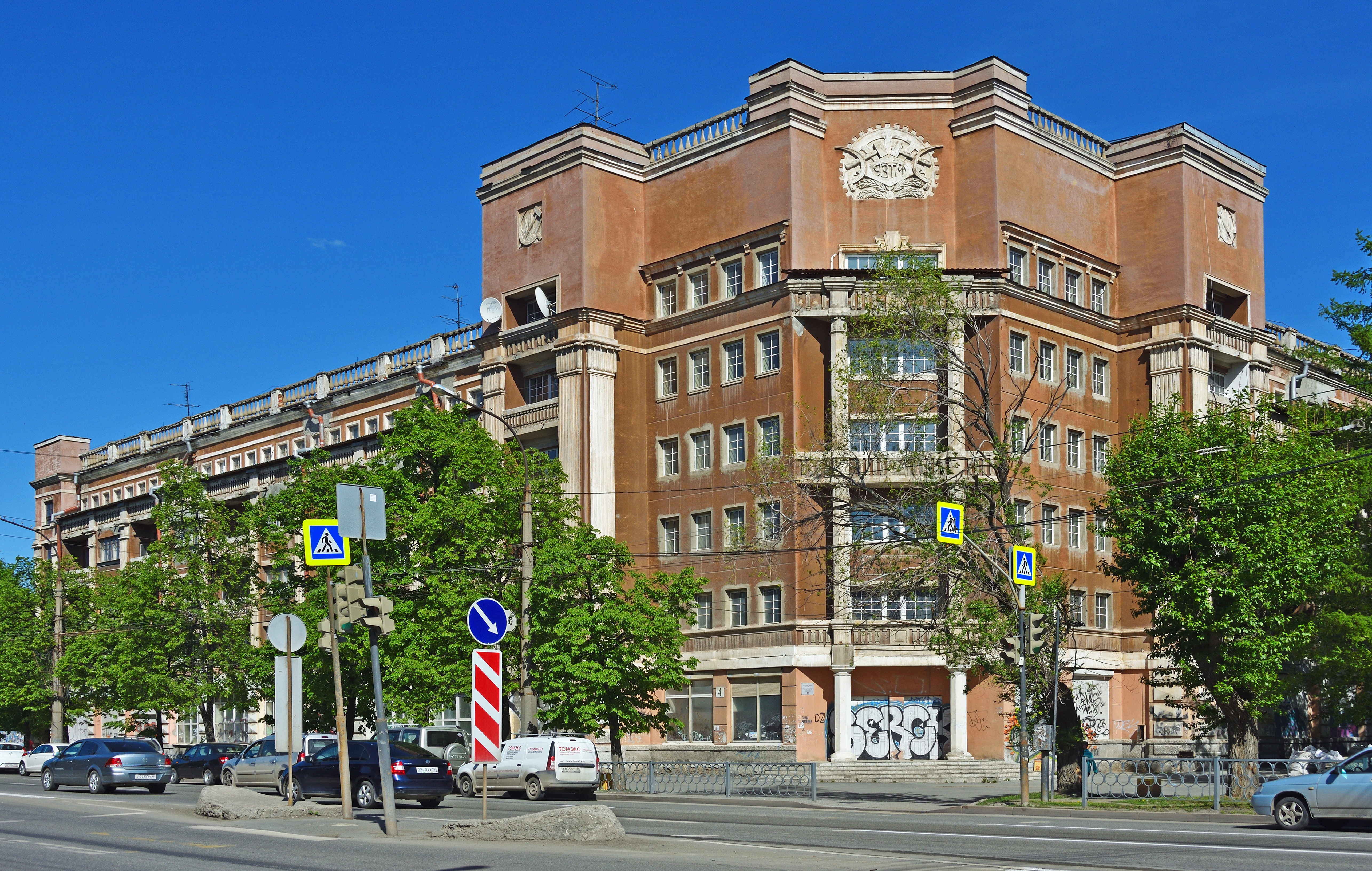
Гостиница «Мадрид»
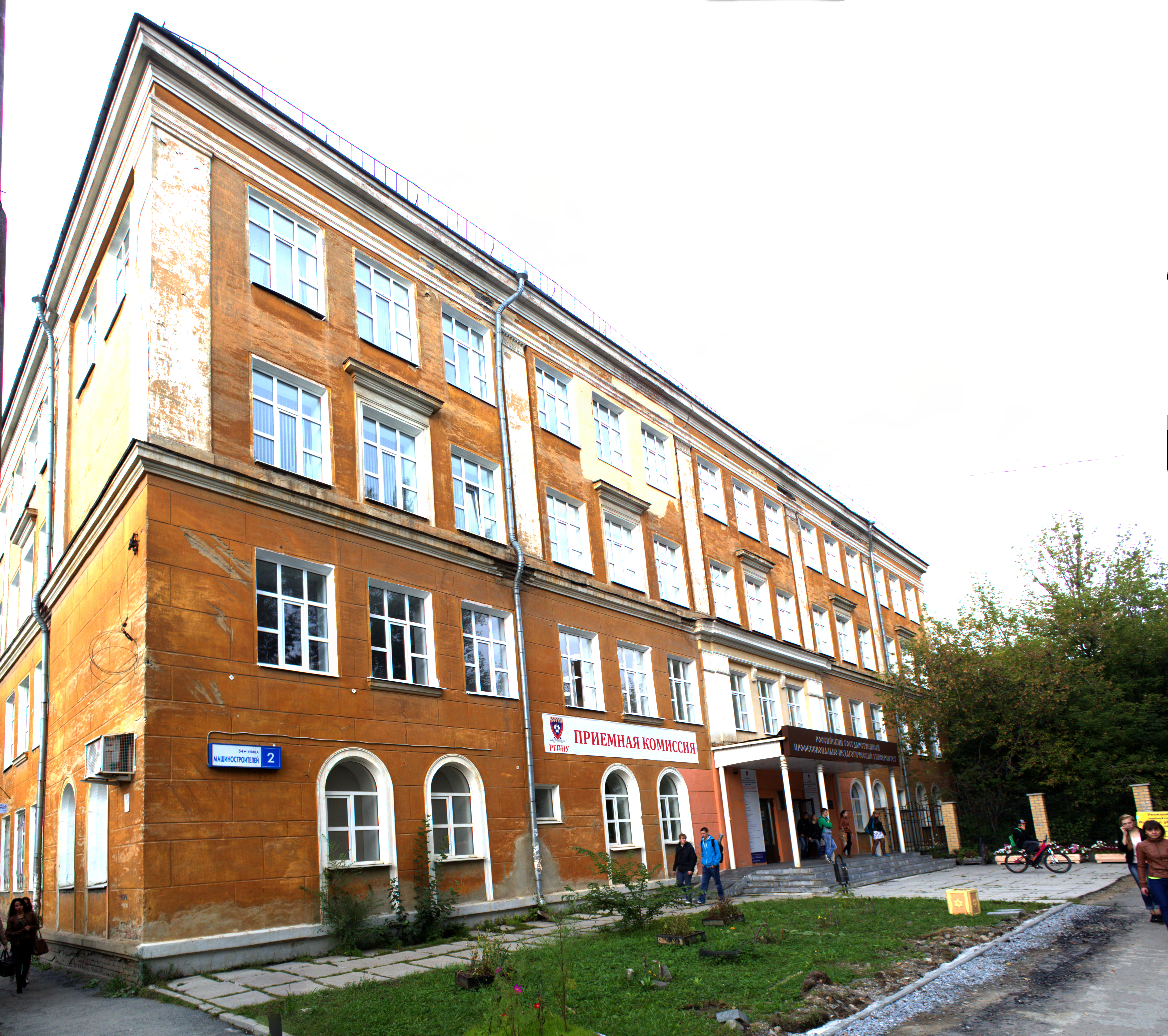
Здание на площади 1-й пятилетки
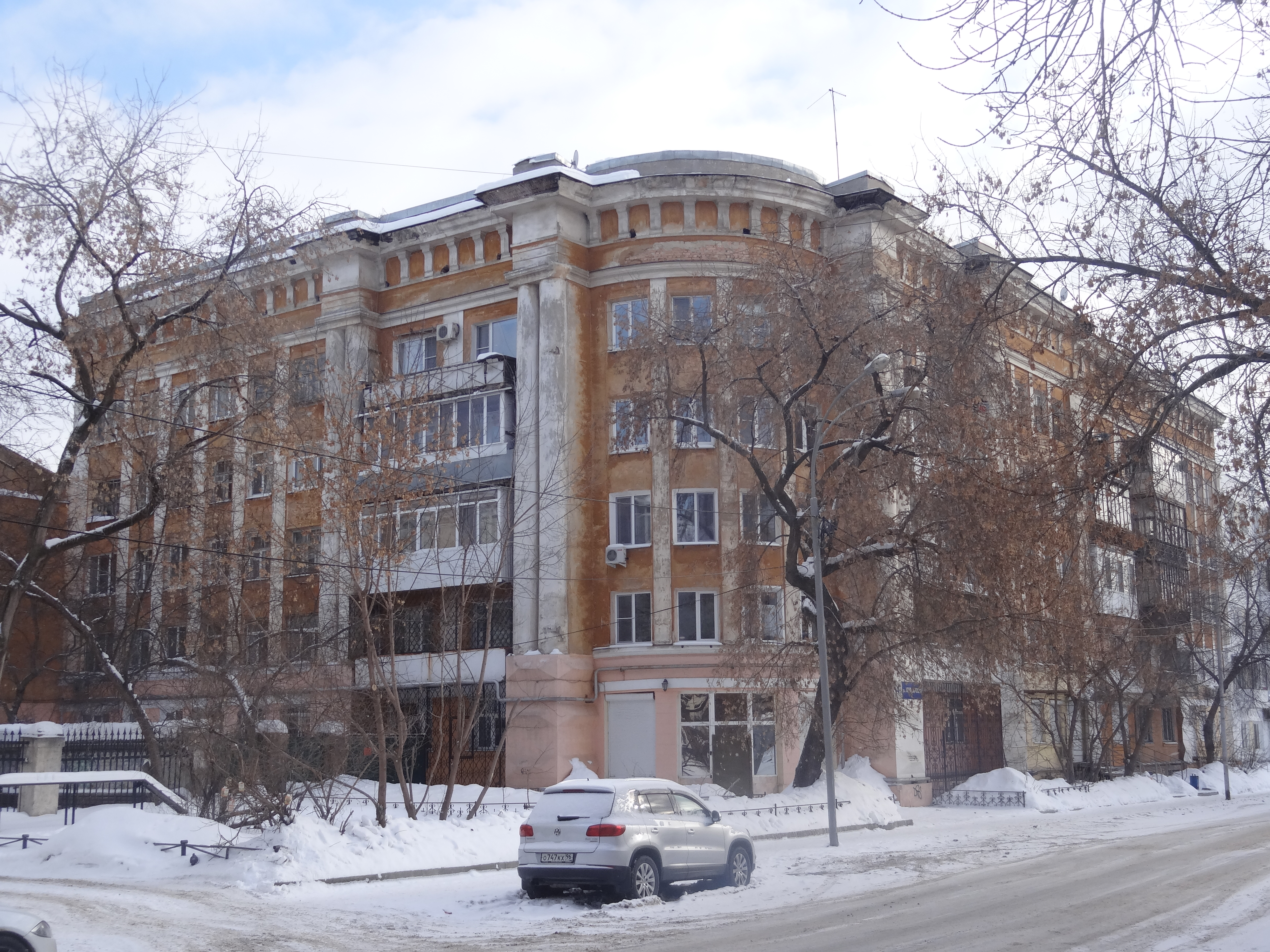
Жилой дом на улице Володарского

### Утверждение неоклассицизма
Утверждение принципов неоклассицизма в свердловской архитектуре пришлось на конец 1930-х годов и выразилось, прежде всего, в стремлении к унификации проектного и строительного процесса. Гарантией этого процесса стал единый генеральный план, проблема реализации которого поднималась на третьей конференции свердловских архитекторов в 1938 году, на которой главный архитектор города Г. А. Голубев подвергся критике за хаотичность застройки Свердловска. В 1939 году институт «Гипрогор» скорректировал городскую генеральную схему, в которой предусматривалось улучшение зонирования с выносом за городскую черту отдельных промзон и аэропорта, сохранение ценных зданий, ликвидация самовольной застройки, строительство новых парков — Ботанического, Зоологического, парка Павлика Морозова. Особое внимание получил Центральный парк культуры и отдыха, ставший примером единовременного создания всего комплекса, включая здания, малые архитектурные формы, скульптуры, благоустройство и озеленение. Парк стал первым образцом законченного ансамбля в застройке Свердловска.
Застройка Свердловска с 1939 года осуществлялась уже только в соответствии с генеральным планом. К 1941 году были разработаны проекты детальной планировки Уралмаша, Эльмаша, Верх-Исетского и Юго-западного районов, Сортировки, а также узла железнодорожного вокзала.
Архитектурная мысль в городе в этот период была направлена в сторону решения проблемы стиля, архитекторы искали пути освоения классического наследия. Данная деятельность была направлена как на сохранение архитектурного наследия города, так и на внедрение отечественного и мирового опыта в интерпретации классики. На архитектурной конференции 1941 года отмечалось, что перед зодчими Свердловска стоит задача «искания нового единого Советского стиля», который мог бы противостоять идеям «буржуазной эстетики». В ходе данных поисков новые здания постепенно стали проектировать в соответствии с одной функциональной и художественно-эстетической концепцией.
Одним из первых примеров реализации неоклассицистической идеи стал комплекс зданий штаба Уральского военного округа (1937—1940, арх. А. М. Дукельский, А. И. Вилесов, А. В. Десятков, Д. Н. Козяев, Н. Г. Нейфельд). Архитектурное решение комплекса было основано на симметрии, подчёркнутой массивным ризалитом с шестиколонным портиком и высоким аттиком с рельефом. Принцип антропоморфности выразился через использование тёплых оттенков цветов расколеровки, использование розового гранита. В предвоенные годы многие здания воплощали в своей архитектуре типичные черты неоклассицизма, в том числе крупные общественные сооружения: Областное управление сберкасс (1939, арх. Е. Н. Коротков), общежитие дорожного техникума, главный корпус Уральского индустриального института (1939, арх. Г. Я. Вольфензон, А. П. Уткин, К. Т. Бобыкин), здание кинотеатра в Парке культуры и отдыха (1938, арх. П. И. Лантратов, Л. В. Шишов), здание железнодорожного вокзала (арх. Г. Валёнков, В. Смирнов).

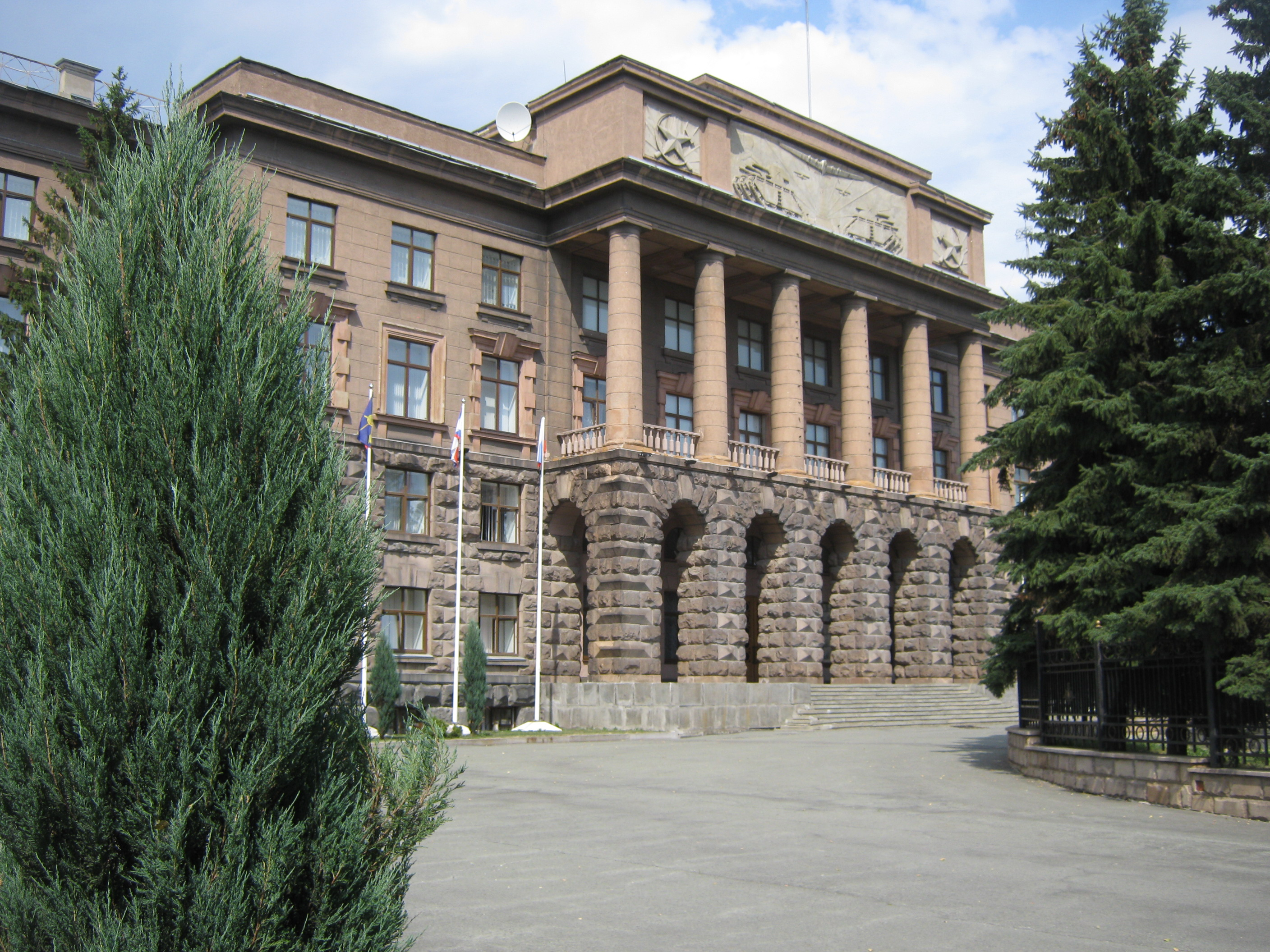
Штаб Уральского военного округа
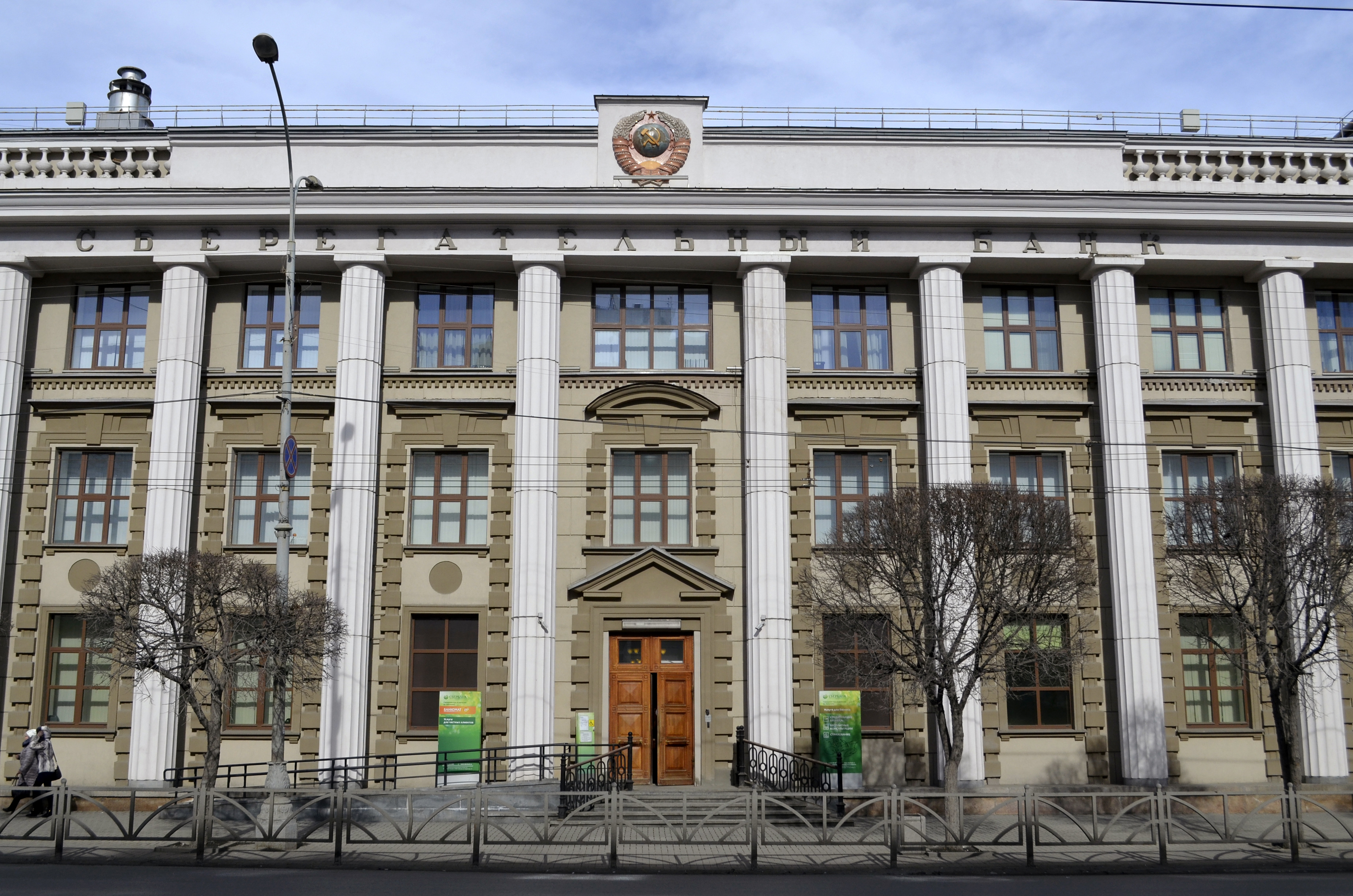
Областное управление сберкасс
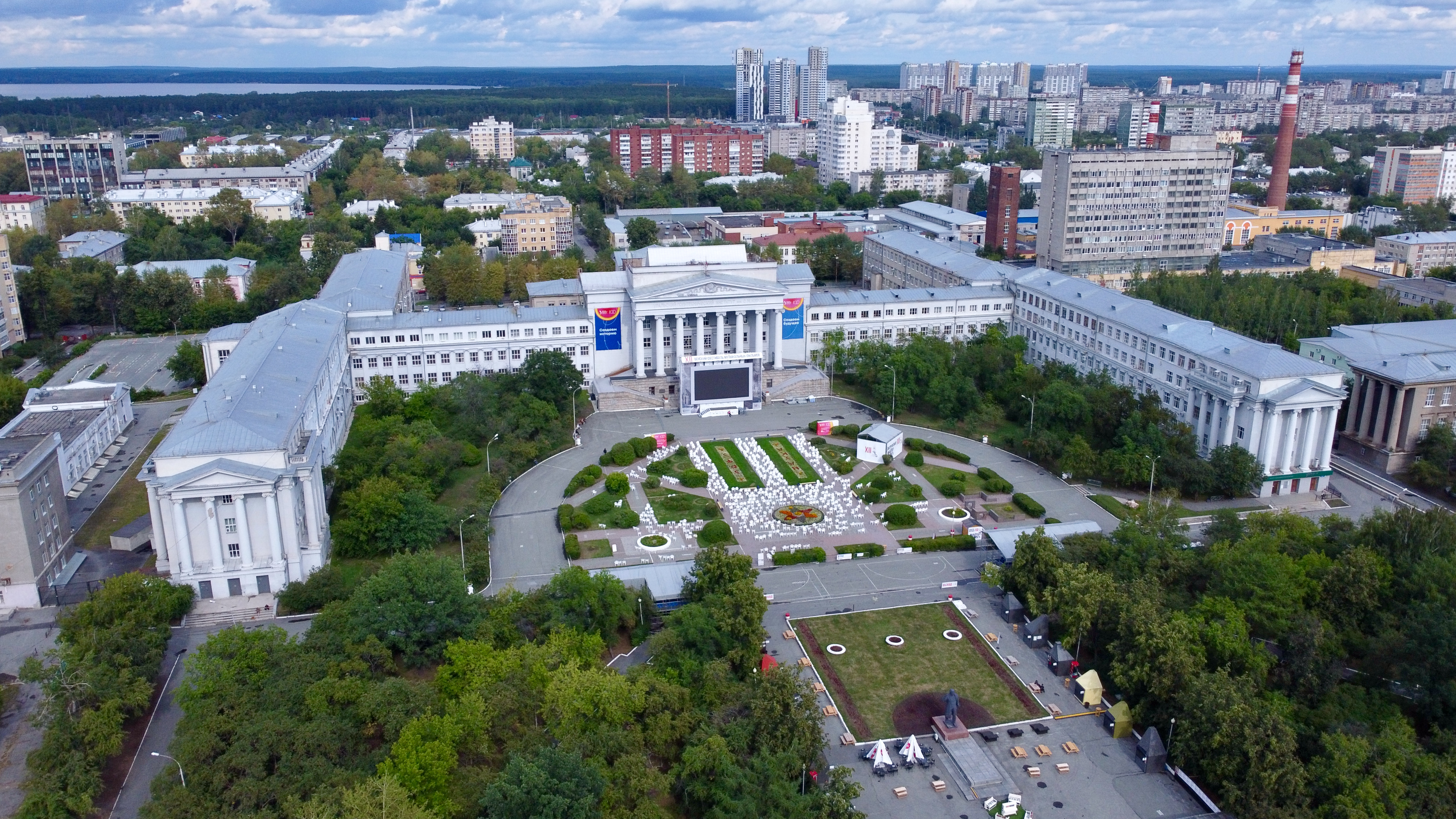
Главный корпус Уральского индустриального института
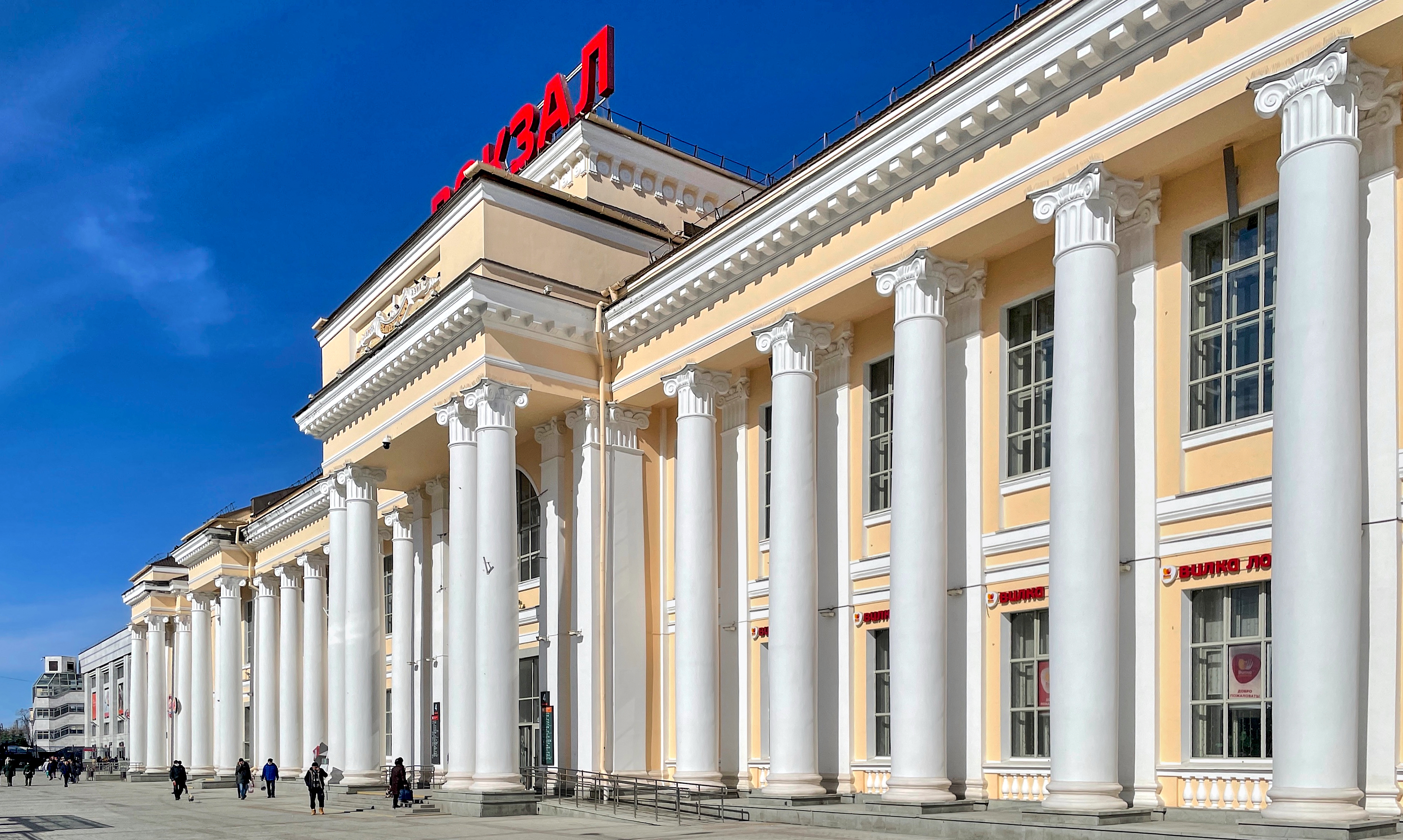
Железнодорожный вокзал
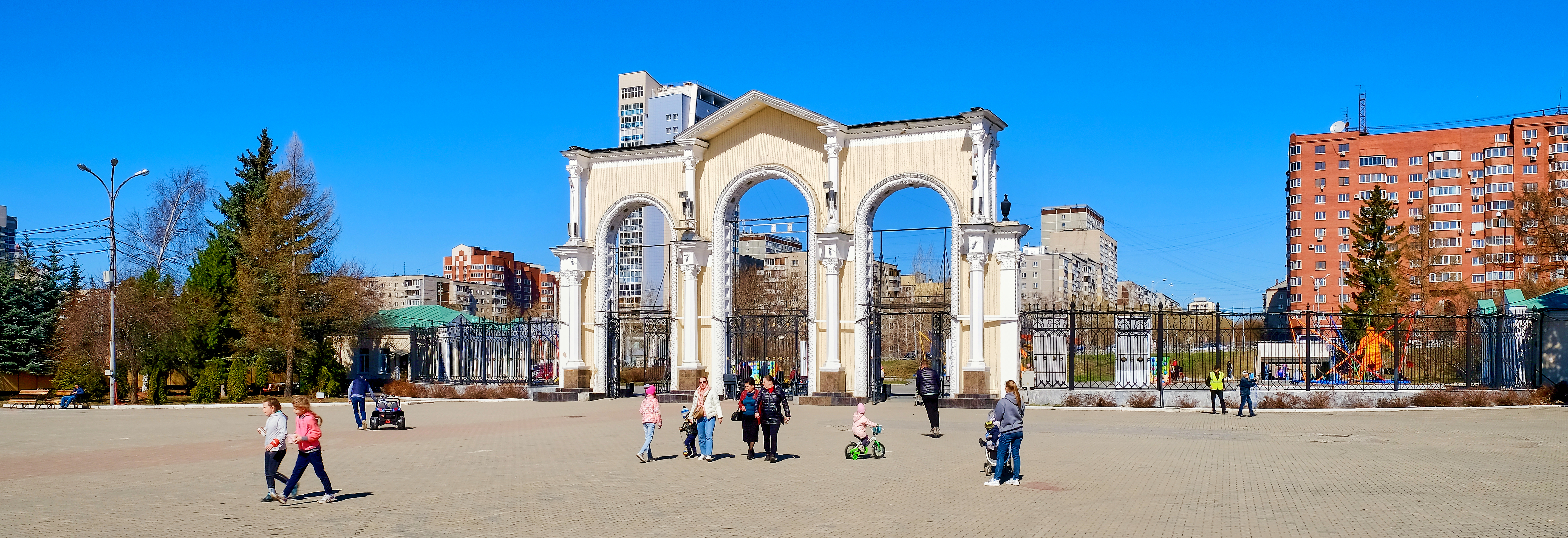
Входная группа ЦПКиО

## 1941—1945. Период Великой Отечественной войны
В годы Великой Отечественной войны в Свердловск были эвакуированы промышленные предприятия, музеи, факультеты и кафедры вузов Москвы, Ленинграда и Киева. Новые производства, переведённые из других городов, размещались, как правило, в пределах промышленно-транспортных территорий, запроектированных генеральным планом города. Объём промышленного производства за годы войны вырос в семь раз, что соответственно привело к росту числа жителей. Несмотря на ограничение ресурсов, помимо промышленного, продолжалось строительство жилья, административных зданий, развивался транспорт и благоустройство. За годы войны было возведено 430 жилых домов, осуществлялось строительство комплекса академических зданий во Втузгородке, пущена первая линия троллейбуса, расширена сеть трамвайных путей, открыт новый пригородный аэропорт «Кольцово», замощено и заасфальтировано около 400 тыс. м² дорог и тротуаров.
Комплексное жилищное строительство осуществлялось в виде индивидуального малоэтажного строительства, в соответствии с генеральным планом и схемами планировки жилых районов. Новые массивы индивидуальной застройки появились на северо-западе и севере соцгородка Уралмаша. Начал застраиваться жилой район с востока соцгородка, возводимый по плану города авторства архитектора Н. А. Бойно-Родзевича, с системой прямоугольных кварталов аналогичных другим районам Уралмаша. В эти же годы начал формироваться жилой массив в 12 км от центра города — район Химмаша. В период Отечественной войны началось слияние расчленённой ранее застройки промышленных районов и основного ядра города, повышение её плотности.

## 1946—1955. Послевоенный период
Развитие Свердловска в послевоенный период было связано с ролью Урала в восстановлении пострадавших районов страны. Город продолжал развиваться как центр машиностроения и металлообработки, а также управления, науки и образования. Реконструкция и застройка Свердловска осуществлялась на основе действовавшей в то время схемы генерального плана (арх. П. В. Оранский при участии О. Л. Вольхина, Н. Д. Страшко и других). Жилищное строительство велось по принципу комплексной ансамблевой застройки улиц, площадей и кварталов. Характерными примерами стали жилые кварталы вдоль улицы Свердлова — парадной въездной магистрали от вокзала в центр города, улицы Ленина, развивавшейся от ядра исторического центра до площади имени Кирова, и других улиц.
Изменился подход к планировке кварталов: старая планировочная сетка, рассчитанная на одноэтажные индивидуальные дома, заменялась крупной сеткой с кварталами площадью в 5—6 га и более с благоустроенными внутренними территориями. В застройку обычно включали располагавшиеся по периметру встроенные магазины, кинотеатры, столовые, мастерские и другие учреждения, а внутри кварталов — детские сады, ясли и другие внутриквартальные объекты.

## Дореволюционная архитектура
| Городские здания | Городские здания                                                    | Городские здания   |
| ---------------- | ------------------------------------------------------------------- | ------------------ |
| Фото             | Достопримечательность                                               | Дата постройки     |
|                  | Аптека Екатеринбургского горного ведомства                          | 1821 год           |
|                  | Ансамбль госпиталя Верх-Исетского завода                            | 1826 год           |
|                  | Дома купцов Коробковых                                              | 1828 год           |
|                  | Дом Пшеничникова                                                    | 1830 год           |
|                  | Первый Городской театр, ныне Кинотеатр Колизей                      | 1846 год           |
|                  | Мужская гимназия, ныне Гимназия № 9                                 | 1852 год           |
|                  | Старый вокзал (Музей Свердловской железной дороги)                  | 1878 год           |
|                  | Дом Ипатьева                                                        | в конце 1880-x гг. |
|                  | Ивановская (Симановская) паровая вальцовая мельница                 | 1884 год           |
|                  | Дом Симанова                                                        | 18?? год           |
|                  | Концертный зал Маклецкого                                           | 1900 год           |
|                  | Мельница Борчанинова-Первушина                                      | 1908 год           |
|                  | Екатеринбургский государственный академический театр оперы и балета | 1912 год           |

### Утраченные памятники архитектуры
За советские и последние годы в Екатеринбурге было уничтожено около 90 историко-архитектурных памятников, одним из первых и самых резонансных в масштабах страны был снос Дома Ипатьева.. Эксперты считают, что город окончательно потерял свой исторический облик.

## Екатеринбургские дворцы и усадьбы, вошедшие в черту города
| Дворцы и резиденции | Дворцы и резиденции                                                             |
| ------------------- | ------------------------------------------------------------------------------- |
| Фото                | Достопримечательность                                                           |
|                     | Усадьба Расторгуевых — Харитоновых                                              |
|                     | Дом главного начальника горных заводов                                          |
|                     | Усадьба Тарасова на набережной Городского пруда                                 |
|                     | Здание бывшего окружного суда на набережной Городского пруда (Дом Севастьянова) |
| Усадьбы             |                                                                                 |
|                     | Усадьба Железнова                                                               |
|                     | усадьба Рязановых                                                               |
|                     | Усадьба Ошуркова                                                                |

## Храмы и монастыри
| Монастыри | Монастыри                                                          |
| --------- | ------------------------------------------------------------------ |
| Фото      | Достопримечательность                                              |
|           | Монастырь в честь Святых Царственных Страстотерпцев на Ганиной яме |
|           | Ново-Тихвинский монастырь, Александро-Невский собор                |
| Храмы     |                                                                    |
|           | Храм на Крови                                                      |
|           | Храм Вознесения Господня                                           |
|           | Храм в честь Рождества Христова                                    |
|           | Свято-Троицкий собор (Рязановская церковь)                         |
|           | Храм в честь Успения Пресвятой Богородицы                          |
|           | Большой Златоуст (Максимилиановская церковь)                       |

## Архитектура советского авангарда и монументализма в Свердловске
Архитектура советского авангарда и конструктивизма 1920-х—1930-х годов, представленная в городской архитектуре, является одним из величайших явлений в мировой культуре XX века, оказавшим большое влияние на мировую архитектурную жизнь. Монументализм зданий сталинского периода и некоторых более поздних, очень широко распространённый в резко разросшемся за это время городе под названием Свердловск, также явился знаковым событием для архитектуры и общества.
| Здания | Здания                                          |
| ------ | ----------------------------------------------- |
| Фото   | Достопримечательность                           |
|        | Дом физкультуры «Динамо»                        |
|        | Окружной Дом Офицеров                           |
|        | Гостиница «Большой Урал»                        |
|        | Городок чекистов                                |
|        | Дома Гостяжпрома                                |
|        | Клуб строителей                                 |
|        | Дом связи (Главпочтамт)                         |
|        | Дома Уралоблсовета                              |
|        | Театр музыкальной комедии (реконструирован)     |
|        | Свердловский городской совет народных депутатов |
|        | Комплекс штаба военного округа                  |
|        | Дом Промышленности                              |
|        | Управление Свердловской железной дороги         |
|        | Гостиница «Мадрид»                              |
|        | Центральный стадион                             |

## Современные здания и сооружения
| Здания и сооружения | Здания и сооружения                                                 |
| ------------------- | ------------------------------------------------------------------- |
| Фото                | Достопримечательность                                               |
|                     | «Белый дом»                                                         |
|                     | Цирк                                                                |
|                     | Культурно-развлекательный комплекс «Уралец» (Ледовый Дворец спорта) |
|                     | Дворец игровых видов спорта «Уралочка»                              |
|                     | Гостиница и Центр международной торговли «Атриум Палас»             |
|                     | Мегамоллы и торговые центры                                         |
|                     | Аквапарк «Лимпопо»                                                  |
|                     | небоскрёбы в Екатеринбург-Сити и вне его                            |
|                     | станции Метрополитена                                               |
|                     | Телебашня (недостроена и снесена в 24 марта 2018 года)              |

## Музеи
| Музеи | Музеи                                           |
| ----- | ----------------------------------------------- |
| Фото  | Достопримечательность                           |
|       | Свердловский областной краеведческий музей      |
|       | Музей истории и археологии Среднего Урала       |
|       | Музей радио им. А.С. Попова                     |
|       | Екатеринбургский музей изобразительных искусств |
|       | Музей истории Екатеринбурга                     |
|       | Фотографический музей «Дом Метенкова»           |
|       | Музей невьянской иконы                          |
|       | Уральский геологический музей                   |
|       | Объединенный музей писателей Урала              |

## Плотины и мосты Екатеринбурга
| Сооружения | Сооружения               |
| ---------- | ------------------------ |
| Фото       | Достопримечательность    |
|            | Плотина Городского пруда |
|            | Каменный мост            |
|            | Царский мост             |

## Фонтаны
В городе действуют следующие фонтаны:
- «Каменный цветок» — главный фонтан города на южной стороне площади Труда
- фонтан на площади Советской Армии (бывший светомузыкальный, ныне обычный
- фонтан у памятника Попову на северной стороне площади Труда
- фонтан «Шар» у Драмтеатра
- 4 фонтана (большой и 3 малых) в ЦПКиО, светомузыкальные
- фонтан между Оперным театром и гостиницей «Большой Урал»
- фонтанчик у завода «Три тройки» на ул. Студенческой
- 3 фонтанчика с вращающимися шарами на углу у клубного дома «Тихвин»
- Фонтан «Машина времени» (он же «Кракен»)- на ул. Вайнера
- маленькие фонтанчики у Горного института
- фонтанчик на ул. Свердлова
- фонтанчик около ЦПКиО (угол Восточной и Ткачей, у закусочной)
- Фонтан в дендрарии на 8 Марта
- Фонтан на проспекте Космонавтов у кинотеатра «Заря»
- 2 чашеобразных фонтана у управления дороги (в процессе работы меняют форму струй), имеют подсветку
- Фонтан на бульваре Культуры у старого ДК УЗТМ
- Светомузыкальный фонтан в реке Исеть у плотинки